# 直江津駅

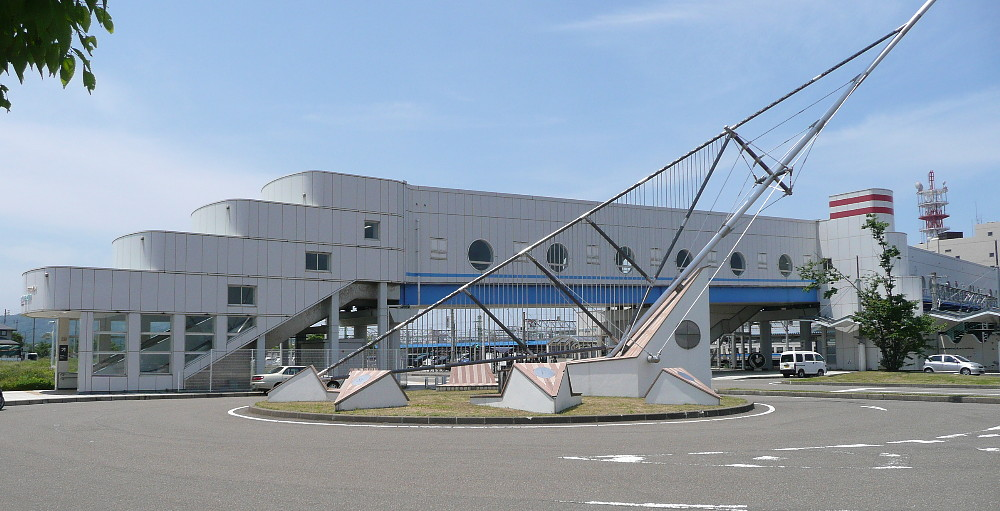
南口（2007年6月）

直江津駅（なおえつえき）は、新潟県上越市東町にある、えちごトキめき鉄道・東日本旅客鉄道（JR東日本）の駅である。二社の共同使用駅であり、えちごトキめき鉄道の管轄駅である。
上越市北部の港町・直江津の市街地（旧直江津市）に位置し、日本海沿岸の路線（日本海縦貫線）と内陸側の路線が交わるターミナル駅となっている。

## 概要
当駅は現在に至るまで上越市の交通要衝の1つとして機能し続けているが、北陸新幹線の上越市内の駅は、市南部の和田区に所在する上越妙高駅である。また、上越市のもう一つの中心市街地である、城下町高田（旧高田市）の最寄り駅は妙高はねうまラインの高田駅、上越市役所本庁舎（木田庁舎）の最寄り駅は当駅と高田駅の中間の春日山駅となっている。信越本線・ほくほく線（および同線経由で上越線）から妙高はねうまラインを経由して、上越妙高駅で北陸新幹線に乗り継ぐ場合は、前後および中間のJR線の営業キロを通算した運賃・料金に、妙高はねうまラインの運賃・料金を合計して計算される。
構内には多くの側線が広がり、列車が留置されている光景を見ることができるが、新幹線開通に伴って構内東側の直江津運輸区は長岡運輸区へ統合される形で廃止され、駅舎および構内の施設と設備はえちごトキめき鉄道へ譲渡された。

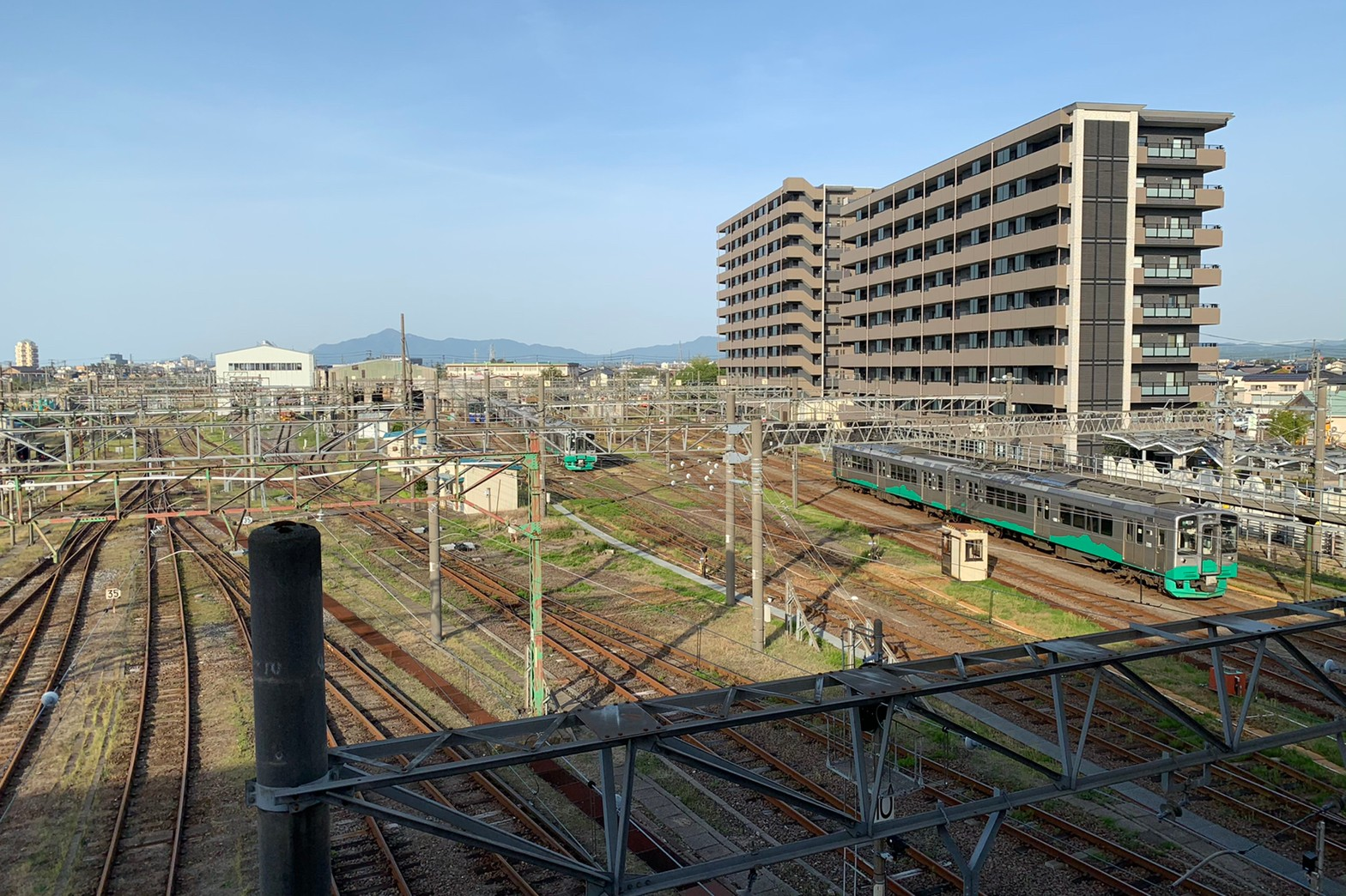
構内風景（2021年5月）

## 乗り入れ路線
- えちごトキめき鉄道
  - 妙高はねうまライン
  - 日本海ひすいライン（ともに当駅が終点）
- JR東日本 - 信越本線（当駅が新潟県内区間における起点）

なお、2つ隣の犀潟駅で分岐する北越急行ほくほく線の大半の列車も、信越本線経由で当駅まで乗り入れている。

## 歴史
新幹線の開通以前は、妙高はねうまラインは東日本旅客鉄道（JR東日本）が運営する信越本線の一部で、日本海ひすいラインは西日本旅客鉄道（JR西日本）が運営する北陸本線であり、当駅はJR東日本とJR西日本の境界駅（JR東日本の管轄駅）となっていた。また、JR西日本の駅としては最北端かつ最東端であった。国鉄時代から長らく在来線の拠点駅として機能する駅で全ての特急列車が停車し、「はくたか」「北越」「トワイライトエクスプレス」などの特急列車は当駅で乗務員（運転士および車掌）の交代を行っていた。
2015年（平成27年）3月14日に北陸新幹線・長野駅 - 金沢駅間が延伸した際に、JR東日本が管理していた信越本線・妙高高原駅 - 当駅間と、JR西日本が管理していた北陸本線・市振駅 - 当駅間は並行在来線としてえちごトキめき鉄道へ移管され、同時に路線名もそれぞれ改称された。一方、並行在来線に該当しない当駅 - 新潟駅間のみ信越本線として残された。整備新幹線の開通でJR同士の境界駅が廃止されたのはJRグループ全体でも当駅が初めてかつ唯一である。

### 年表
- 1886年（明治19年）8月15日：国鉄信越本線・関山駅 - 直江津駅間の開通と同時に開業[1]。当時の所在地は関川左岸（西側）、現在の直江津橋西詰付近、第一至徳寺踏切北側。
- 1898年（明治31年）8月1日：現在地へ駅舎を移転（2代目）。
- 1899年（明治32年）9月5日：北越鉄道・直江津駅 - 春日新田駅（関川右岸付近）間が開通し、直江津駅 - 沼垂駅間が全通[5][注 3]。
- 1906年（明治39年）8月30日：北越鉄道・春日新田駅が廃止[5]。
- 1907年（明治40年）8月1日：北越鉄道が鉄道国有法に基づき買収され、国有化[5]。
- 1911年（明治44年）7月1日：北陸本線・名立駅 - 直江津駅間が開通[6]。
- 1930年（昭和5年）4月1日：信越本線貨物支線・直江津駅 - 直江津港駅間が開通。
- 1940年（昭和15年）10月1日：新駅舎が竣工し、運用を開始（3代目）。
- 1945年（昭和20年）12月9日：直江津駅リンチ殺人事件が発生。これを機に鉄道公安職員制度が生まれる。
- 1952年（昭和27年）7月15日：ホームに立ち食いそば店が開店[新聞 1][注 4]。
- 1959年（昭和34年）
  - 8月31日：直江津港の改修に伴い、直江津港の駅業務を閉鎖[7]。
  - 9月1日：信越本線貨物支線・直江津駅 - 直江津港駅間が廃止。
- 1961年（昭和36年）
  - 7月19日：信越本線・春日山駅 - 直江津駅間のルートを変更[新聞 2]。
  - 10月：信越本線のホームを60 - 180メートル延ばし、有効長を460メートルとする[新聞 3]。
- 1967年（昭和42年）10月1日：コンテナの取り扱いを開始[新聞 4]。
- 1971年（昭和46年）12月1日：旅行センターを開設[新聞 5]。
- 1983年（昭和58年）3月：駅レンタカーの営業を開始[8]。
- 1985年（昭和60年）3月5日：専用線発着の車扱貨物の取り扱いを廃止[5]。
  - 黒井駅南にある三菱化成直江津工場（現・三菱ケミカルハイテクニカ 上越テクノセンター）へ専用線が続き、貨物輸送を行っていた。専用線の分岐地点は関川右岸（東側）にあった。
- 1987年（昭和62年）
  - 3月31日：貨物の取り扱いを再開[5]。ただし、将来施設を整備されることに備えたもので、貨物列車の設定はない。
  - 4月1日：国鉄分割民営化により、東日本旅客鉄道・西日本旅客鉄道の境界駅および日本貨物鉄道の駅となる。旅客業務はJR東日本が継承。
- 1997年（平成9年）
  - 3月22日：北越急行ほくほく線・六日町駅 - 犀潟駅間の全線が開業。同時に、犀潟駅 - 直江津駅間で同線列車の直通運転を開始。
  - 6月：新駅舎の工事に着手[9]。
- 1998年（平成10年）9月30日：改築に伴い3代目駅舎での営業を終了、翌日より仮駅舎の運用を開始。
- 2000年（平成12年）4月7日：現駅舎の運用、自由通路の供用を開始（4代目）[新聞 6]。地上3階建ての現駅舎は豪華客船を思わせる外観で、港町直江津の玄関を演出している[9]。
- 2003年（平成15年）12月1日：自動改札機の運用を開始。
- 2006年（平成18年）4月1日：JR貨物の駅が廃止され、臨時車扱貨物の取り扱いを終了[報道 1]。結局、貨物列車は一度も設定されなかった。
- 2014年（平成26年）4月1日：ICカード「Suica」のサービスエリア拡大に伴い、新潟エリアとしてサービスを開始（信越本線下り 柏崎・長岡方面のみ）[報道 2]。
- 2015年（平成27年）3月14日
  - 北陸新幹線・長野駅 - 金沢駅間延伸開業に伴い、信越本線・妙高高原駅 - 直江津駅間および北陸本線・市振駅 - 直江津駅間がえちごトキめき鉄道に移管[10]。
  - 併せて直江津駅・直江津運輸区の施設および設備も同社へ譲渡。駅レンタカーは3月13日限りで営業を終了。
  - 北越急行ほくほく線とえちごトキめき鉄道（越後湯沢駅 - 新井駅間）との直通運転を1往復設定。
- 2018年（平成30年）3月17日：この日のダイヤ改正であいの風とやま鉄道線・日本海ひすいラインから妙高はねうまライン（泊駅 → 新井駅間）への直通列車が設定された[11][12]。
- 2020年（令和2年）4月1日：3・4番ホームに自習室を設置[報道 3]。
- 2021年（令和3年）4月29日：駅構内に「直江津D51（デゴイチ）レールパーク」がオープン[報道 4][新聞 7]。

## 駅構造
島式ホーム3面6線を有する地上駅で、橋上駅舎を備える。駅構内には上越市が管理する南北自由通路が設置されている。えちごトキめき鉄道（以下、トキてつ）とJR東日本の共同使用駅であるが、経営分離後は施設管理をはじめとした業務をトキてつが直営駅として行っている。このため、JR直江津駅（信越本線）としての運営もトキてつがJR側から委託されている。
改札口には経営分離前から自動改札機が設置されており、JR側の信越本線エリア内においてSuicaなどの交通系ICカードが利用可能である。エリア内ではあるが、一部対応駅に留まるため、Suica定期券の発売およびカードの発行、払い戻し、再発行は一切取り扱っていない。
自由通路に面したコンコースには、みどりの窓口、自動券売機（トキてつ2台・JR1台）、JR指定席券売機、屋内待合室、売店「NewDays」）、コインロッカー、化粧室が置かれている。みどりの窓口は経営分離後も窓口が2つ（トキてつ・JRで分離）設置されていたが、現在は1つの窓口で両社のきっぷを発売している。北口側にはえちごトキめき鉄道の本社が所在する。
バリアフリー対策として、連絡通路と各ホームを連絡するエレベーター、改札外の自由通路と地上階の連絡用にエスカレーターやエレベーターがそれぞれ設置されているほか、男女トイレのほかに多機能トイレが併設されている。
ホーム上には机やコンセントなどを備えた学生専用の自習室が設置されており、2020年（令和2年）4月から提供している。
トキてつとしての所属線は妙高はねうまラインで、駅名標などのカラーリングには同線のラインカラー「フレッシュグリーン」が用いられている。

### のりば
| 番線                | 路線                | 方向                               | 行先                         | 備考     |
| ------------------- | ------------------- | ---------------------------------- | ---------------------------- | -------- |
| 1                   | ■日本海ひすいライン | 上り                               | 糸魚川・泊方面               | 当駅始発 |
| 2 - 6               | ■日本海ひすいライン | 上り                               | 糸魚川・泊方面               |          |
| ■妙高はねうまライン | 上り                | 高田・上越妙高・新井・妙高高原方面 |                              |          |
| ■信越本線           | 下り                | 柏崎・長岡方面                     |                              |          |
| 5・6                | ■ほくほく線         | 上り                               | 十日町・六日町・越後湯沢方面 |          |

- ホームの方面別の振り分けは特に決まっておらず、方面を区別せずに運用されているため、時間帯や列車によっては発着番線が異なる。1番線は東側（長岡方）が頭端式となっており、日本海ひすいラインの普通列車の発着のみに使用している。このほか構内南側には側線が設けられている。側線の東側にはえちごトキめき鉄道の直江津車両基地が置かれている。

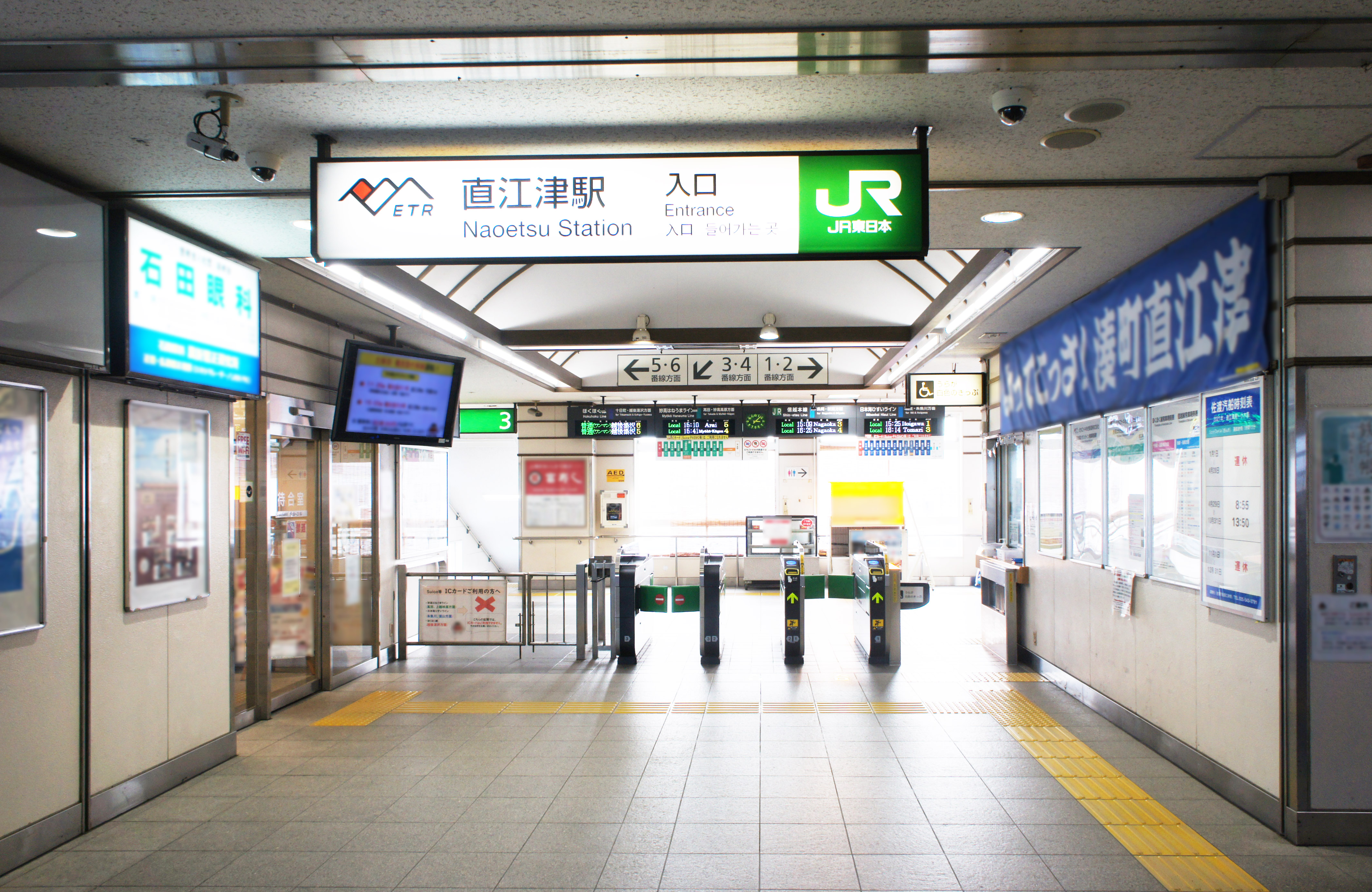
改札口（2021年8月）
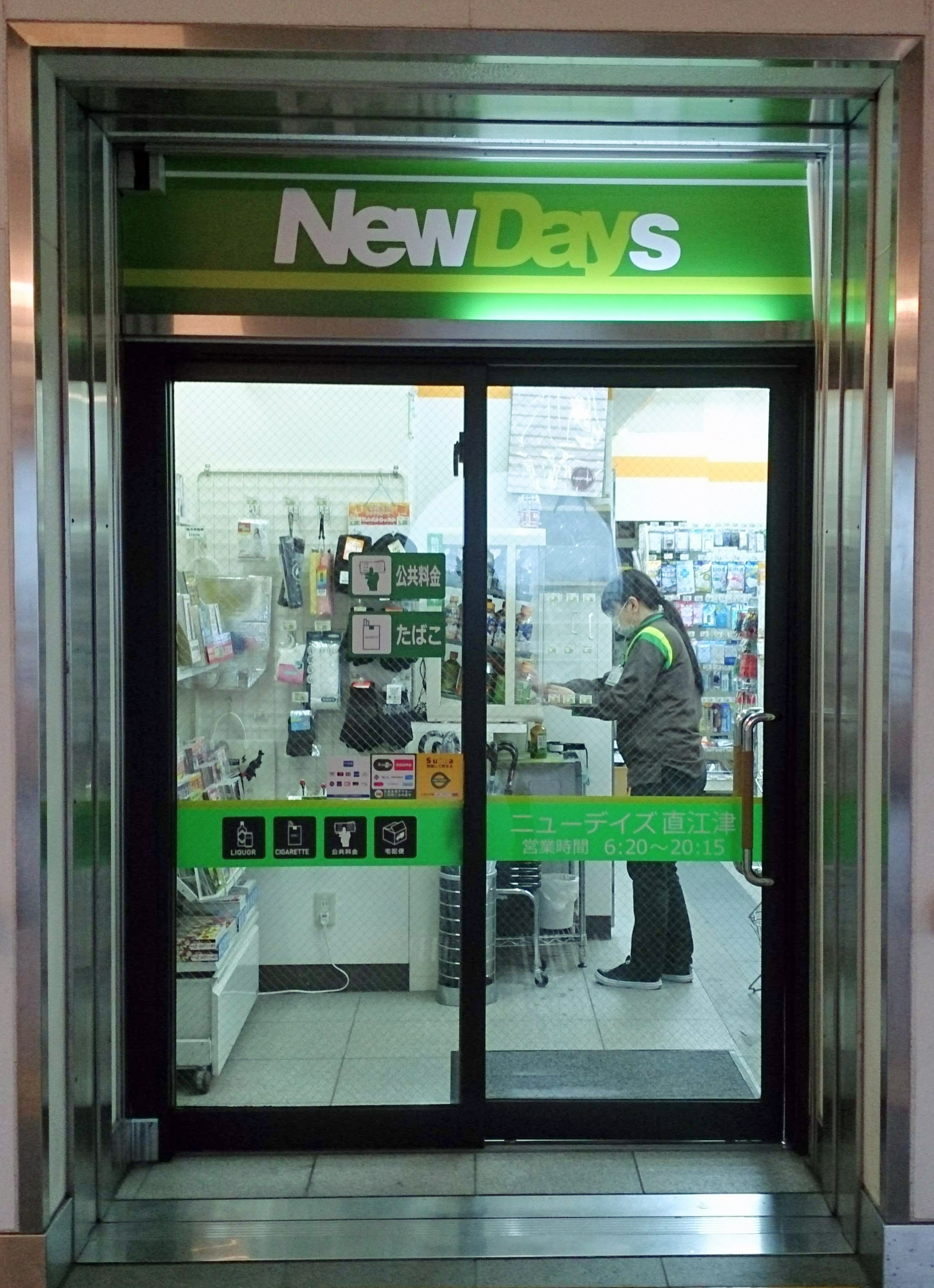
売店の「NewDays」
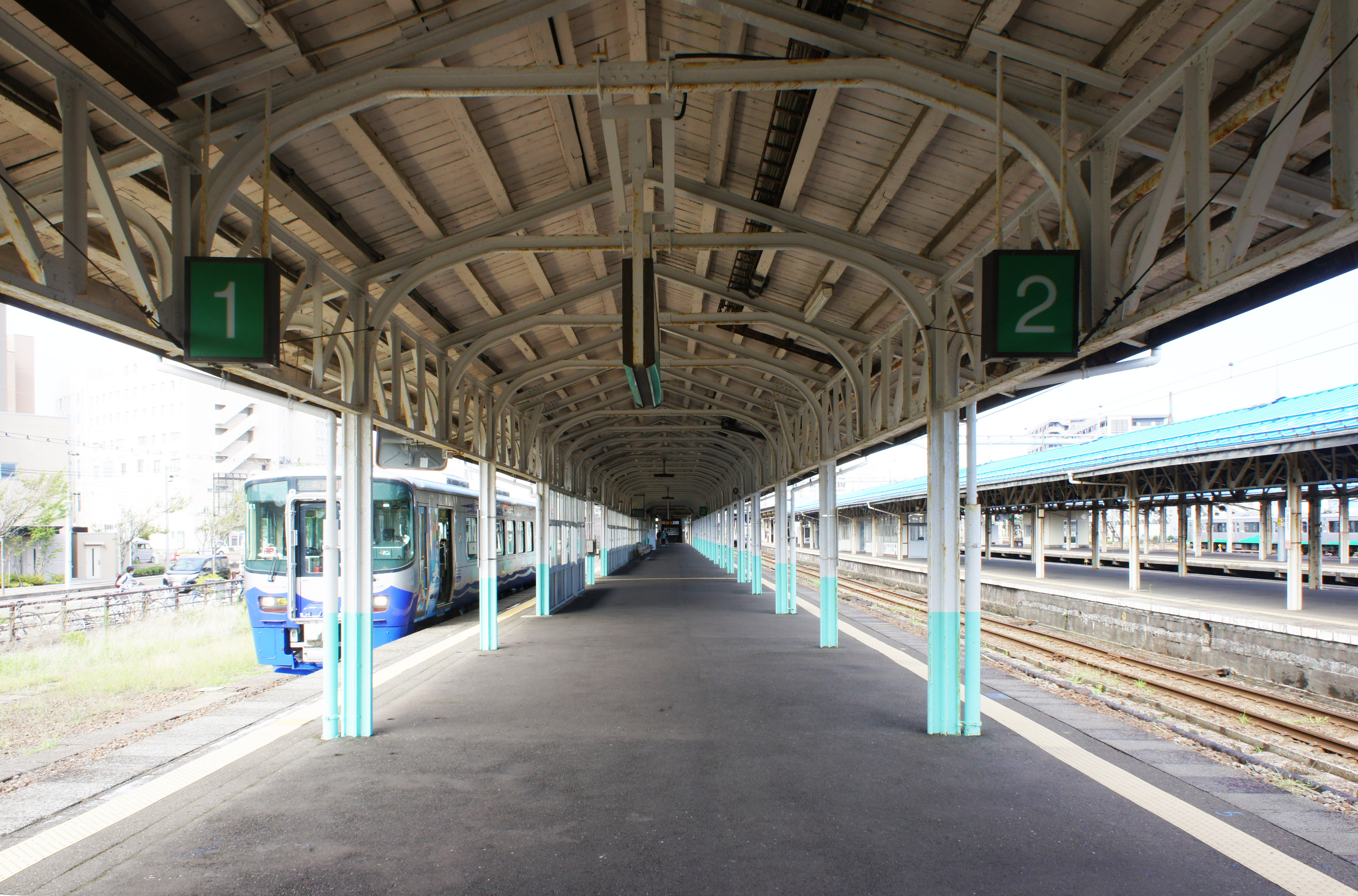
1・2番線ホーム（2021年8月）
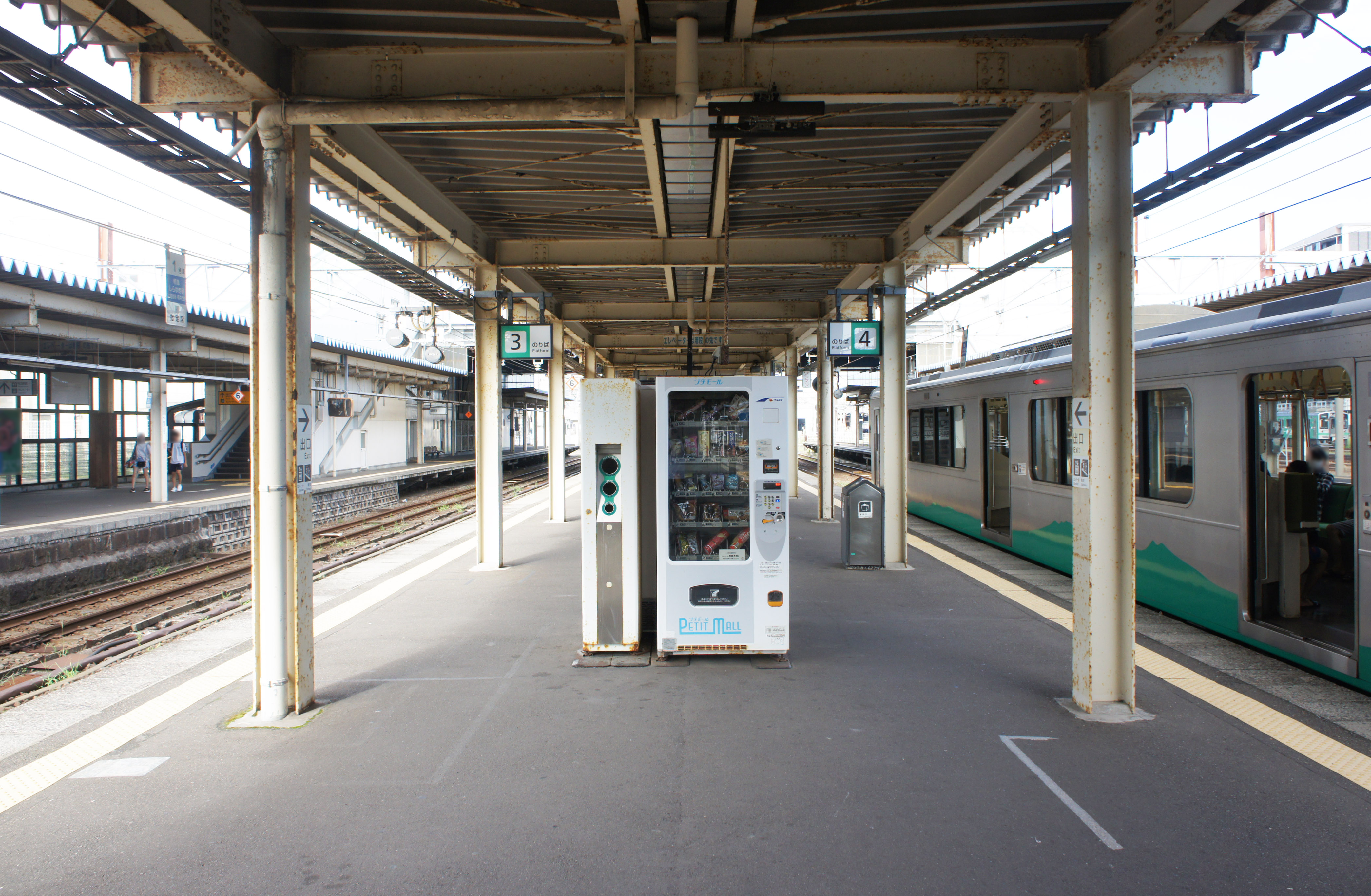
3・4番線ホーム（2021年8月）
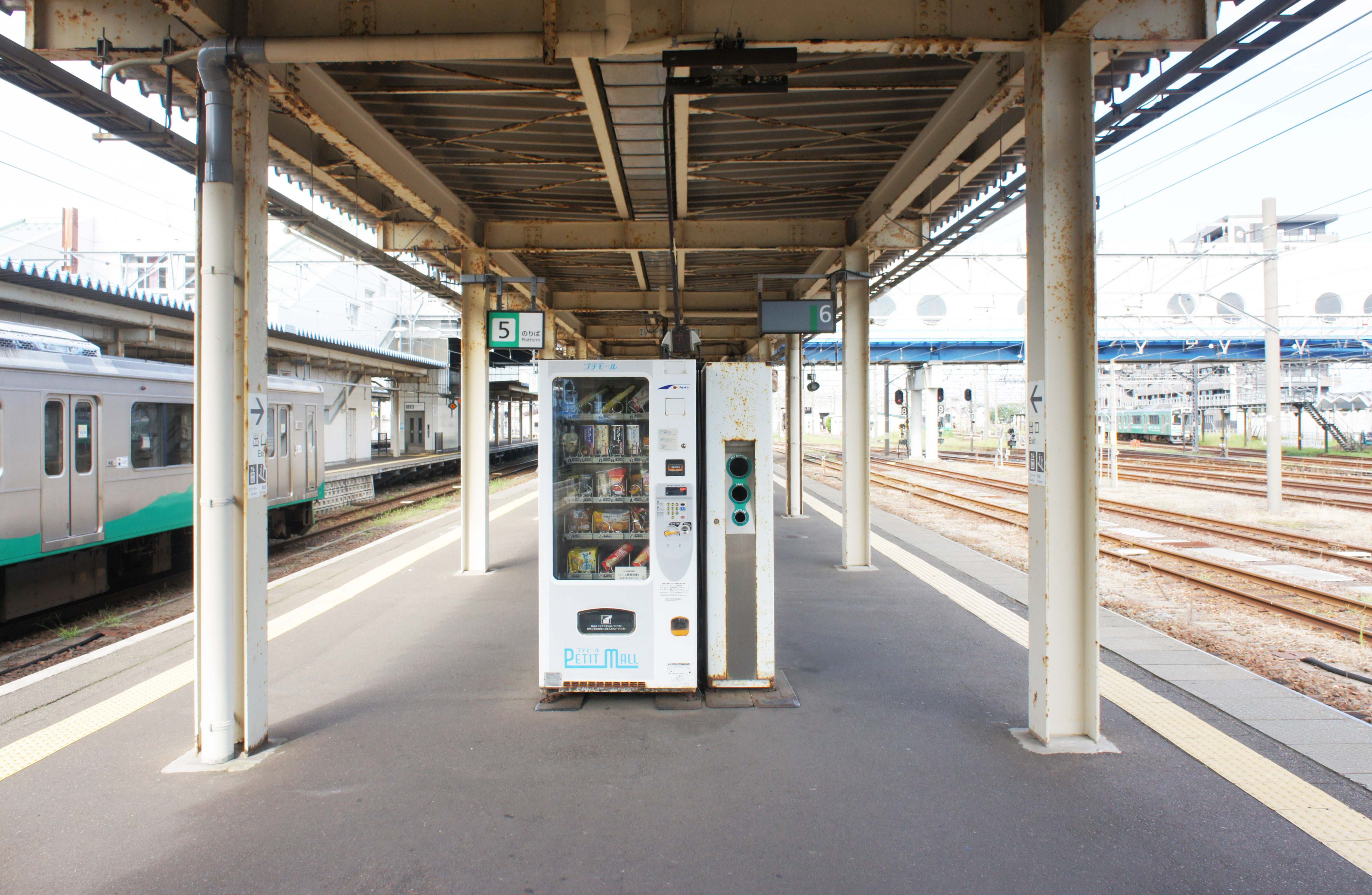
5・6番線ホーム（2021年8月）
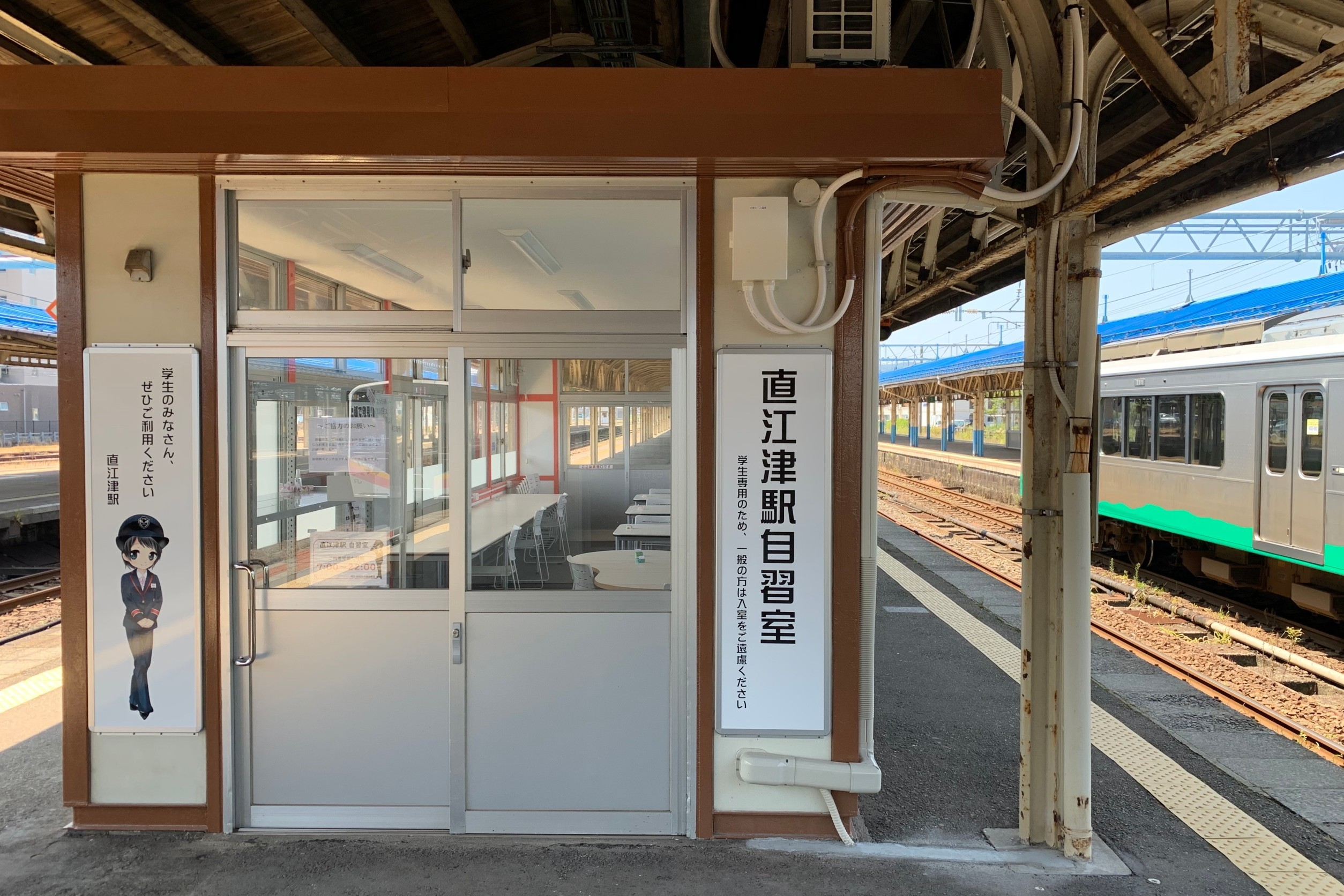
ホーム上に設けられた自習室（2020年8月）
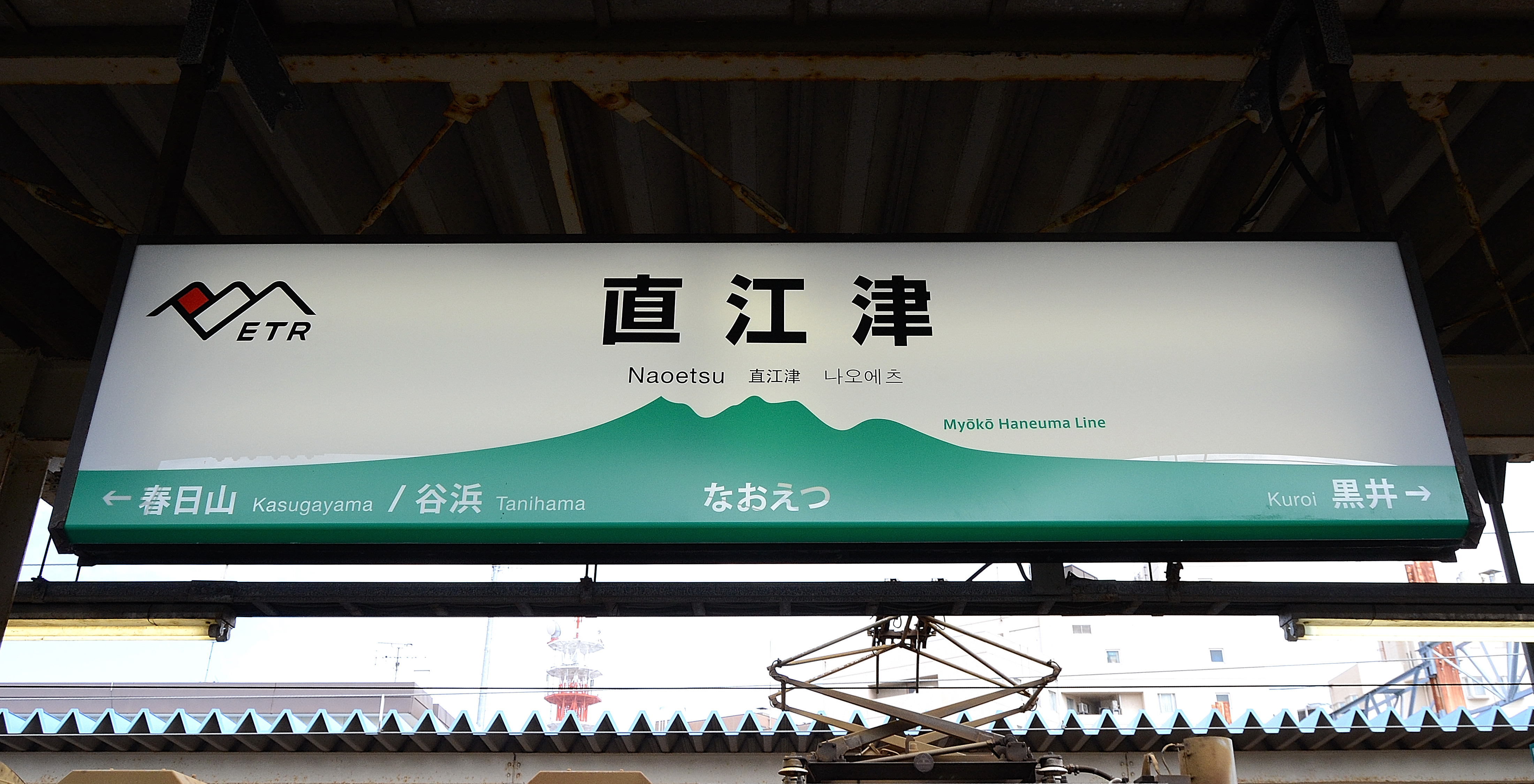
所属線である妙高はねうまライン仕様の駅名標

### JR管理駅時代
1987年（昭和62年）4月 - 2015年（平成27年）3月13日まではJR東日本の新潟支社が管理する直営駅で、周辺駅の管理駅（地区駅）として信越本線の関山駅 - 柿崎駅間の直営駅を除く全駅を管理していた。自由通路に面した「みどりの窓口」は窓口が2つ設けられていた。JR東日本とJR西日本の境界標識は下り場内信号機付近に設置され北陸線側がJR西日本の管轄だった。
北口には旅行センターとして「びゅうプラザ」、ジェイアール東日本レンタリース運営の「駅レンタカー直江津営業所」が置かれていたが、経営分離に伴い2015年（平成27年）3月13日をもって営業を終了し、両施設は新設された上越妙高駅へ移転した。
先代の駅舎は1940年（昭和15年）竣工の3代目で、木骨真壁造（ハーフティンバー様式）が用いられた三角屋根のファサードが特徴的なデザインで、利用者や地域からは「三角屋根の駅」「山小屋風の駅」として親しまれていた。

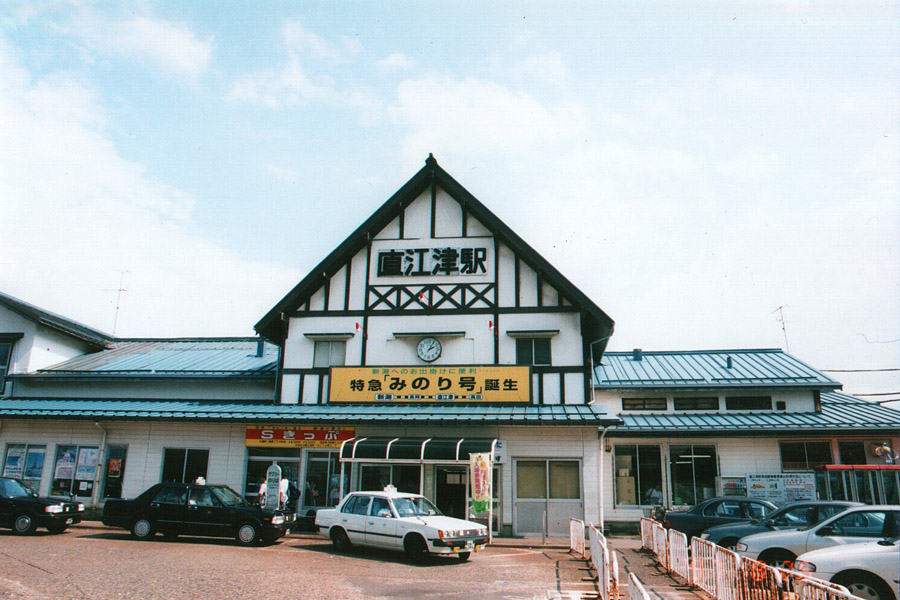
建て替え前（1997年7月）
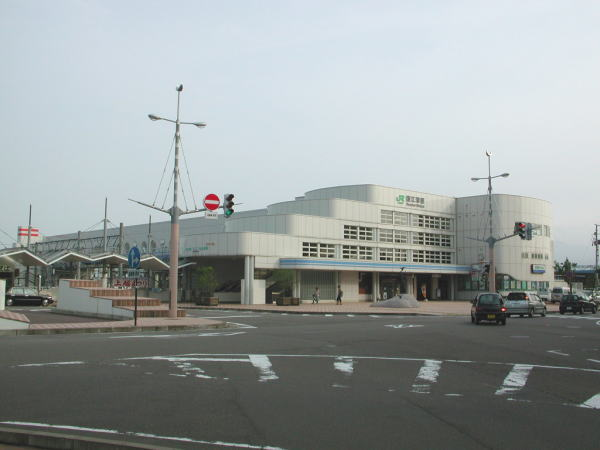
JRマークがあった頃の北口（2004年7月）
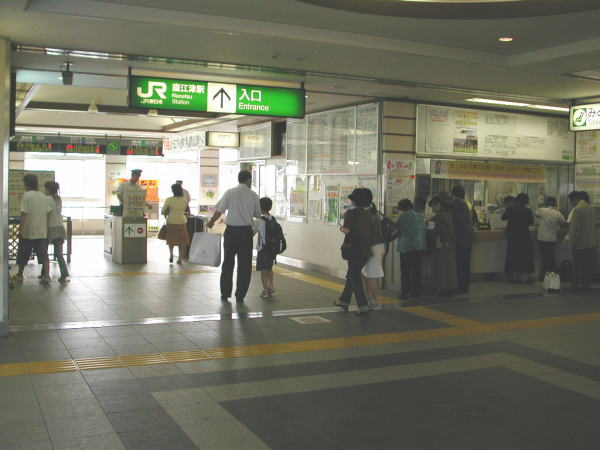
コンコース（2004年7月）
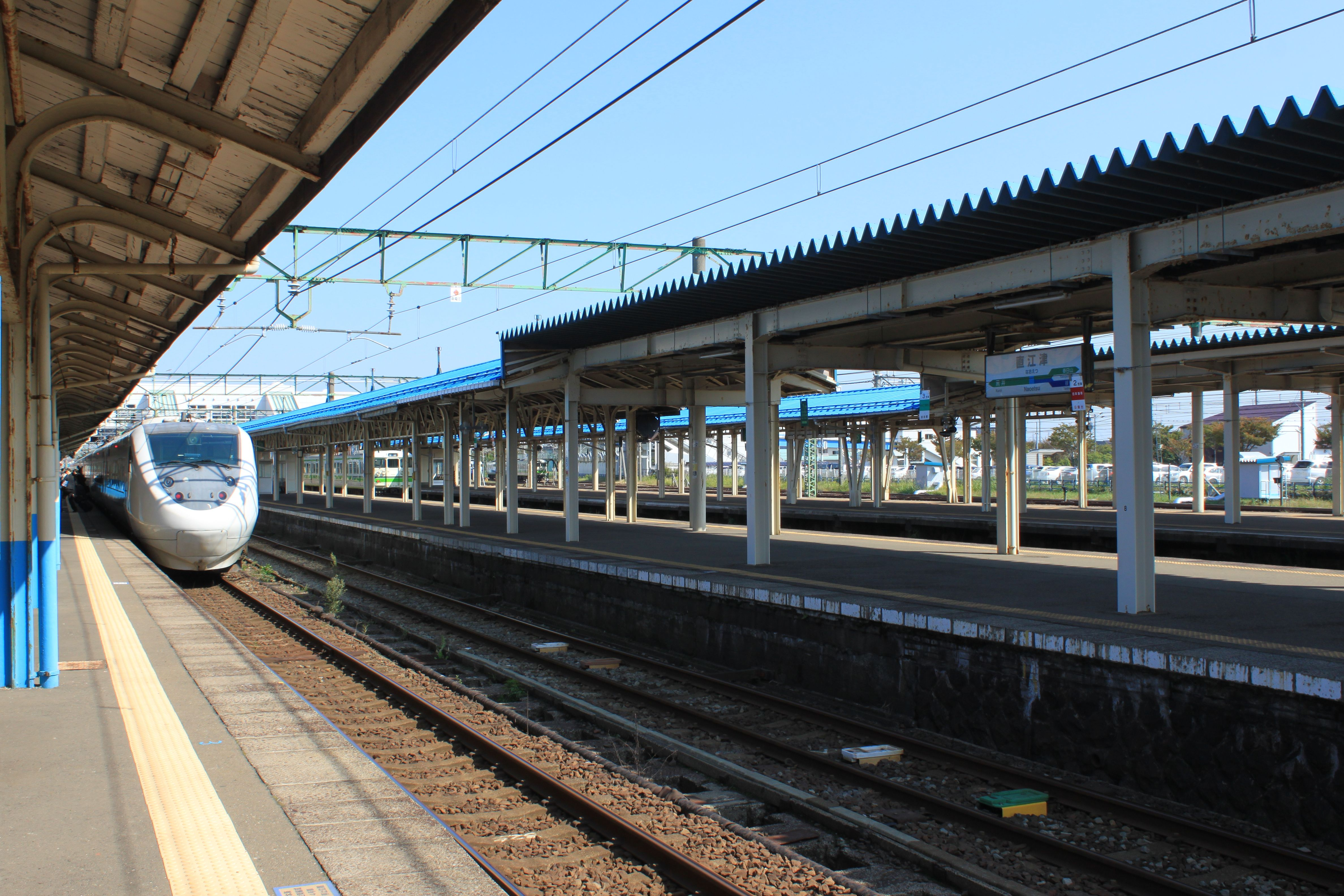
ホーム（2011年10月）
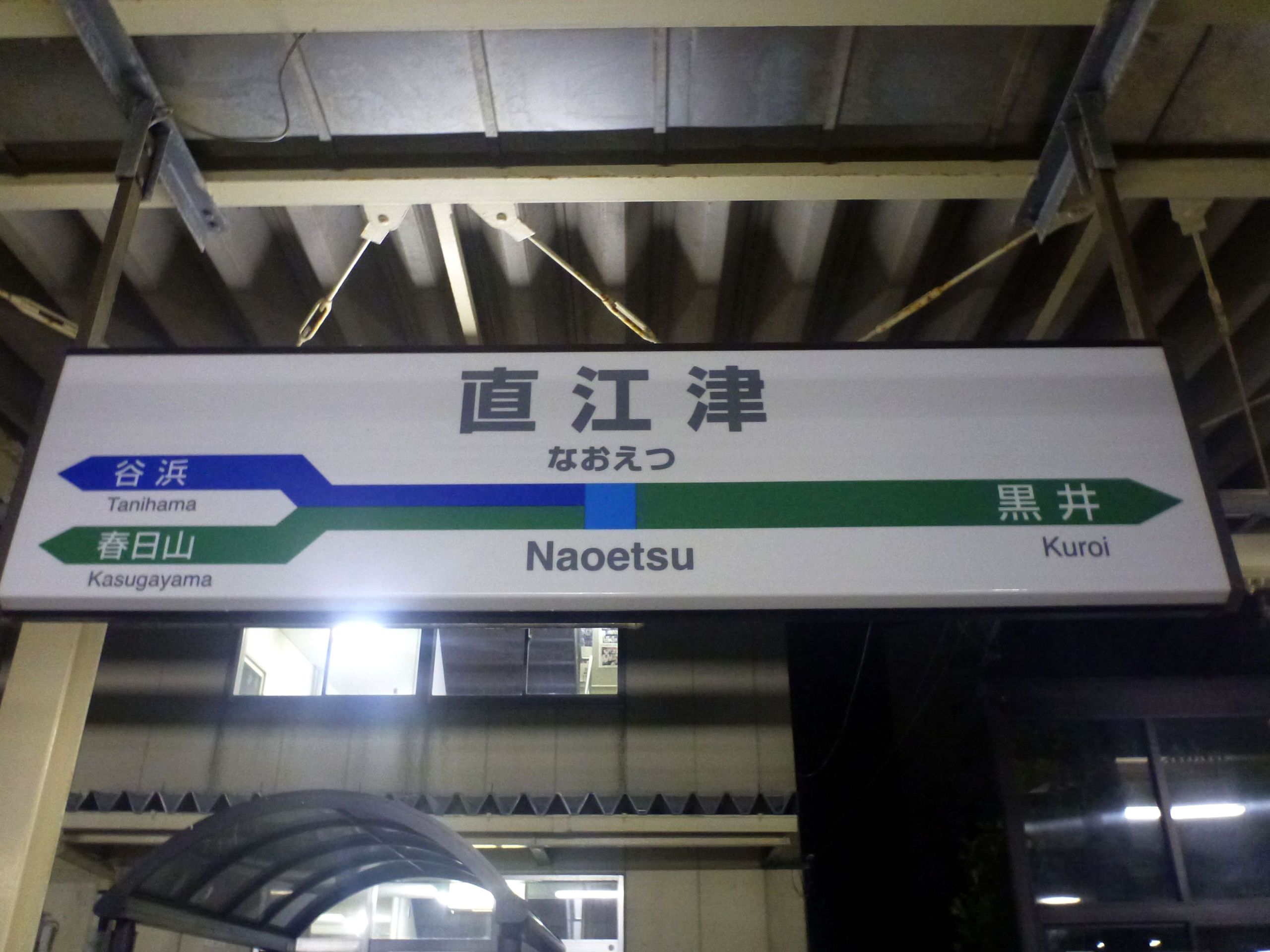
JR東・JR西の境界駅であった頃の駅名標（2013年10月）

## 駅構内

### 駅出入口・自由通路
自由通路（直江津駅自由通路）は上越市が管理しており、通路は「市道直江津駅線」に指定されている。駅舎および自由通路は客船「飛鳥」をモデルとしてデザインされたもので「あすか通り」という愛称が付けられており、通路内には駅舎・通路と「飛鳥」のデザインを対比できるパネルが設置されている。
終日通行可能で、歩行者のほか自転車も通行できるが、自転車は安全のため、押して徒歩で通行する必要がある。
バリアフリー対策として、北口と南口の双方にエレベーター（北口・南口北側各1基）と誘導チャイム、エスカレーター（北口：上下各1基、南口北側・南側：上り各1基）がそれぞれ設置されている。北口側のエスカレーターは上り・下りとも途中で水平になっている箇所があり、運転時には足許の注意を促すアナウンスが放送される。車椅子対応トイレ（オストメイト対応設備なし）は北口・南口双方の駅前広場に設置されているが、このうち北口の車椅子トイレは男女別に各1箇所設置されている。

#### 北口
元々設けられていた出入口は北口で、直江津の古くからの市街地に面している。自由通路の北口側階段下には上越警察署直江津駅前交番などがある。交番に隣接して、前掲の「びゅうプラザ」と「駅レンタカー」の窓口が設けられていたが、いずれも2015年（平成27年）3月13日をもって営業を終了している。
駅前広場ロータリー内の歩行者道には、直江津駅前観光案内所と、立ち食いそば店「直江津庵」が設けられている。（名物はメギスそば、もずくそば、中華そば（そばつゆに中華麺が入ったもの））
ロータリーの車道西側はバスターミナルやタクシープールとなっており、駐車場が設けられている。

#### 南口
南口駅前広場側には、市道を挟んで階段が南北2か所に設置されており、双方にロータリーがある。北側ロータリーの西側には一時利用者向けの「直江津駅駐車場」が設けられている。
また、かつての蒸気機関車の車両基地を転用した「直江津D51レールパーク」があり、国鉄D51形蒸気機関車（827号車）などの見学が可能であるが、営業日が限られている点に注意が必要（基本的に土・日・祝日のみ営業。また、冬季は休業）。

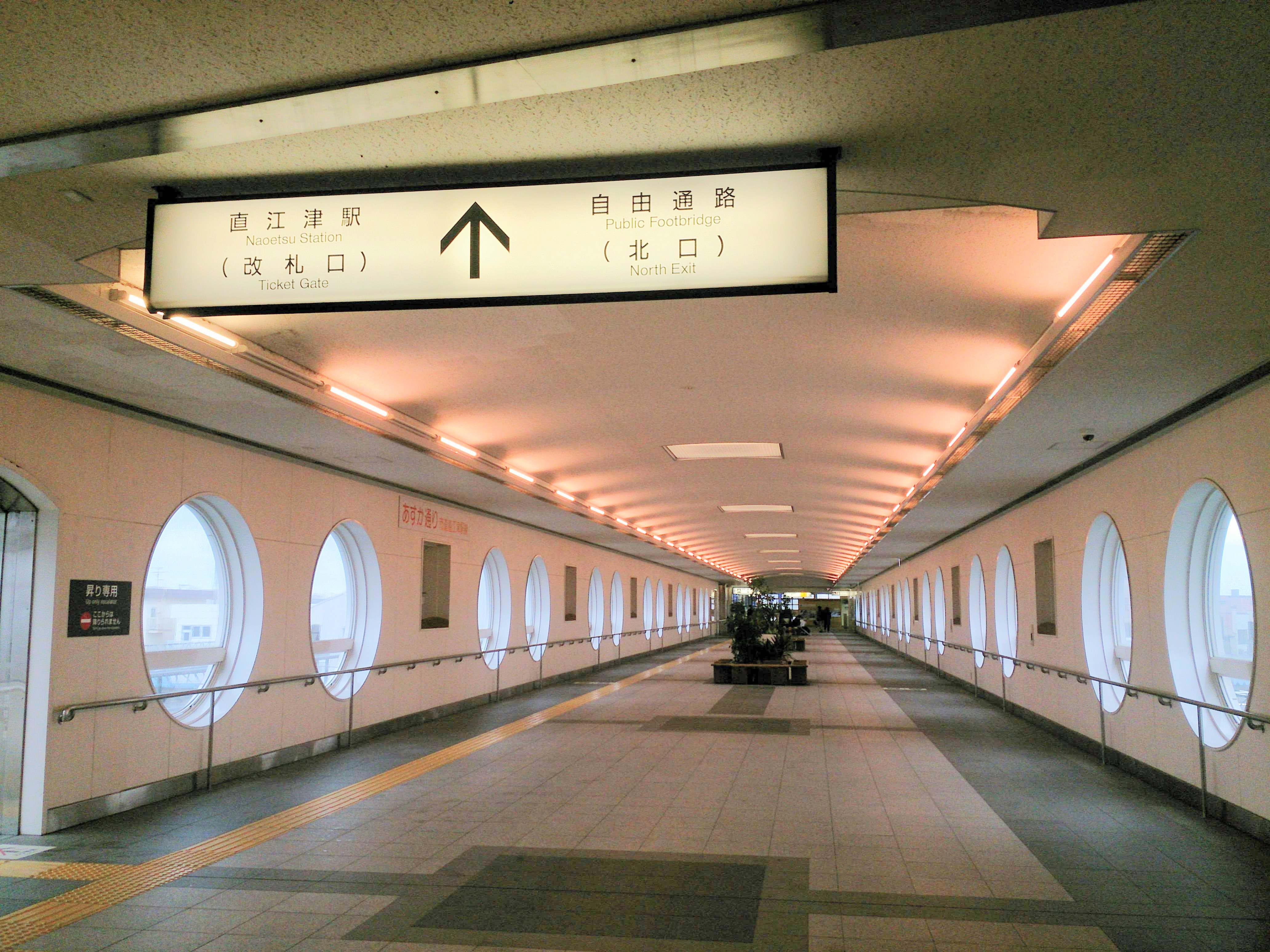
自由通路（2018年11月）
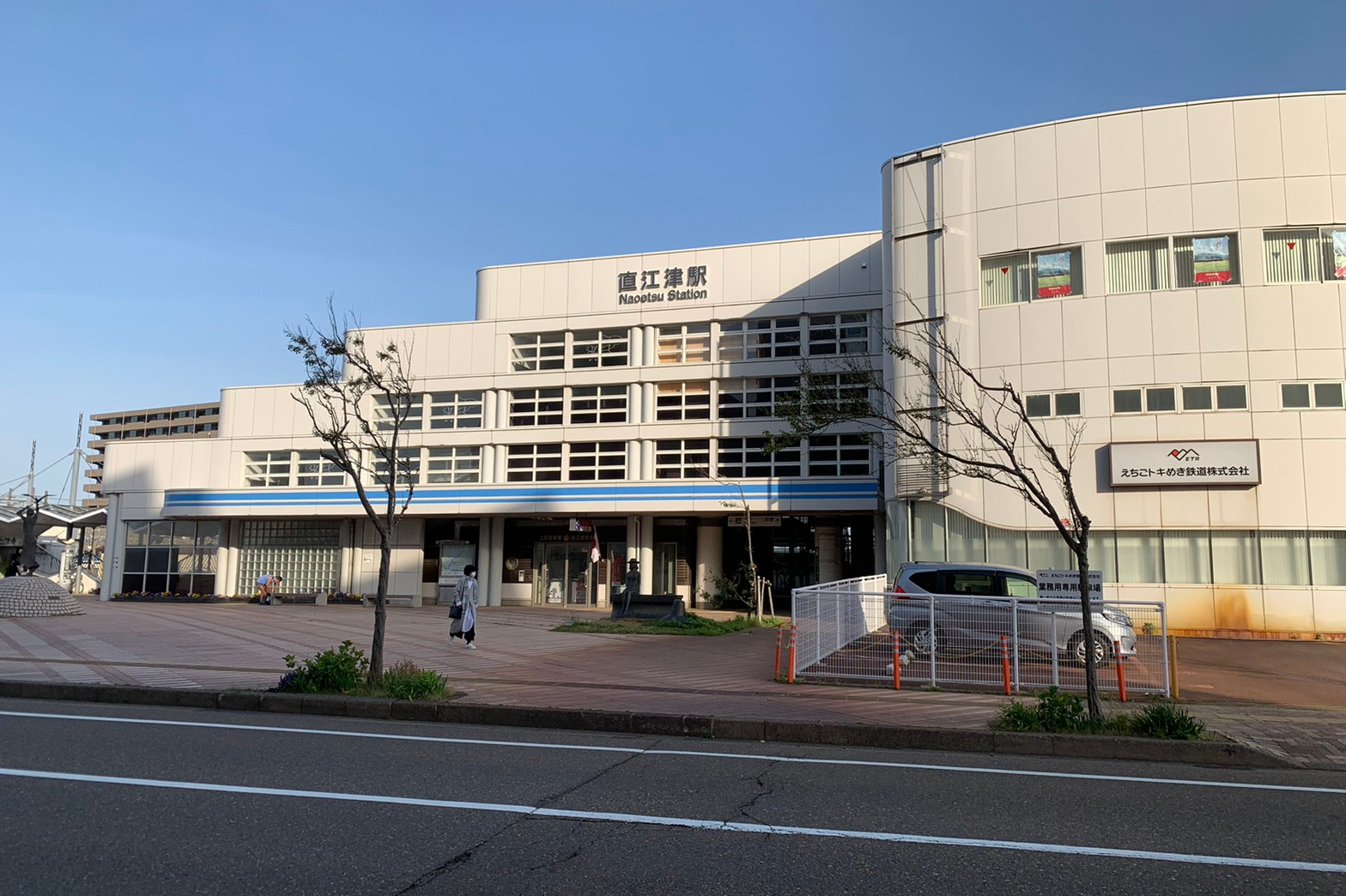
北口（2021年5月）
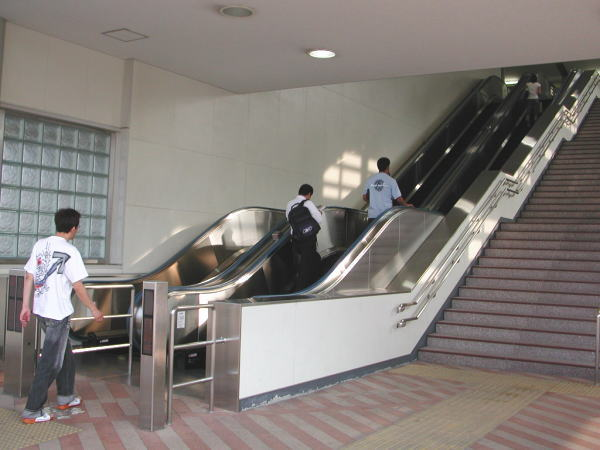
階段状になった北口エスカレーター
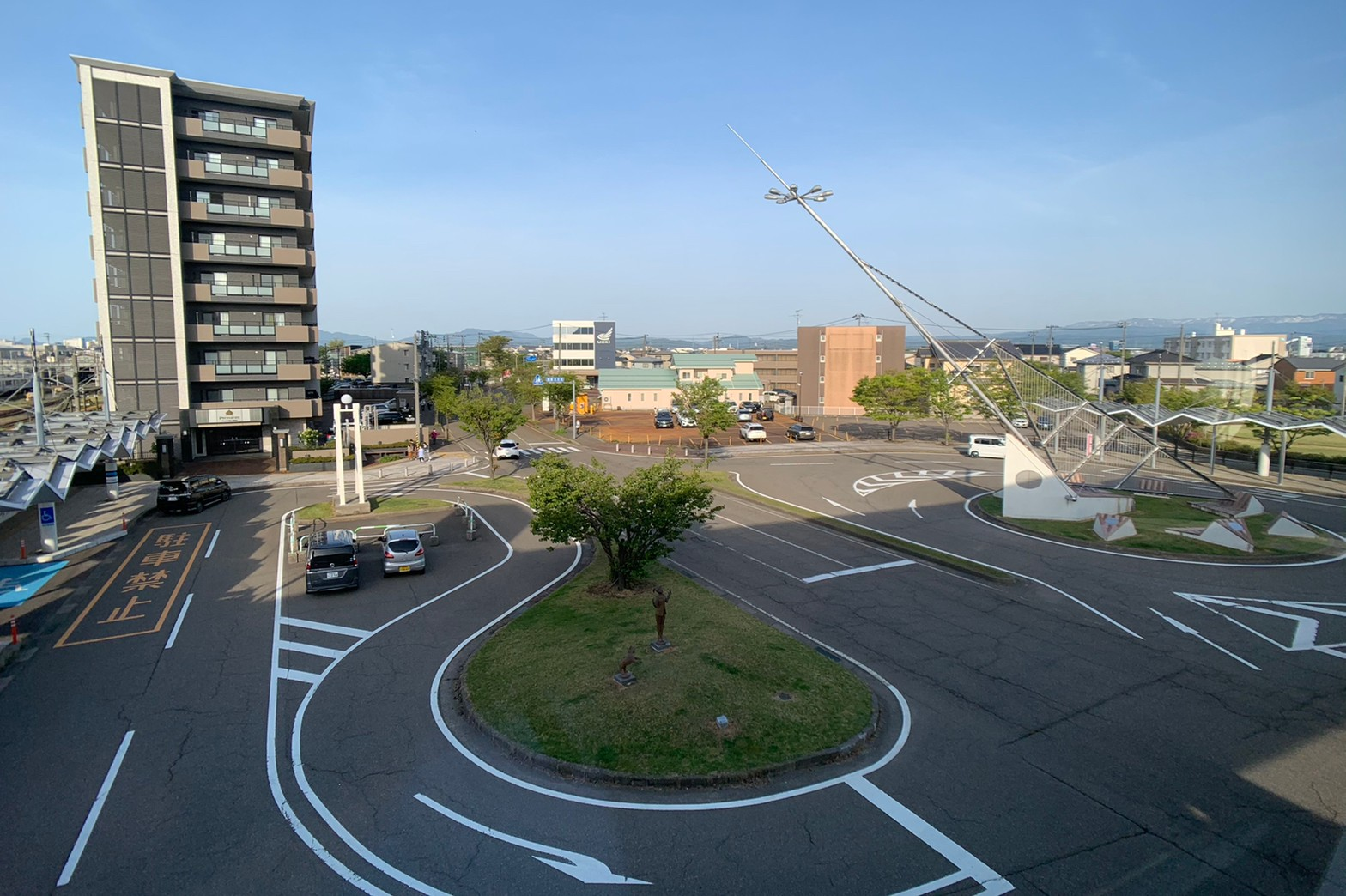
南口のロータリー（2021年5月）
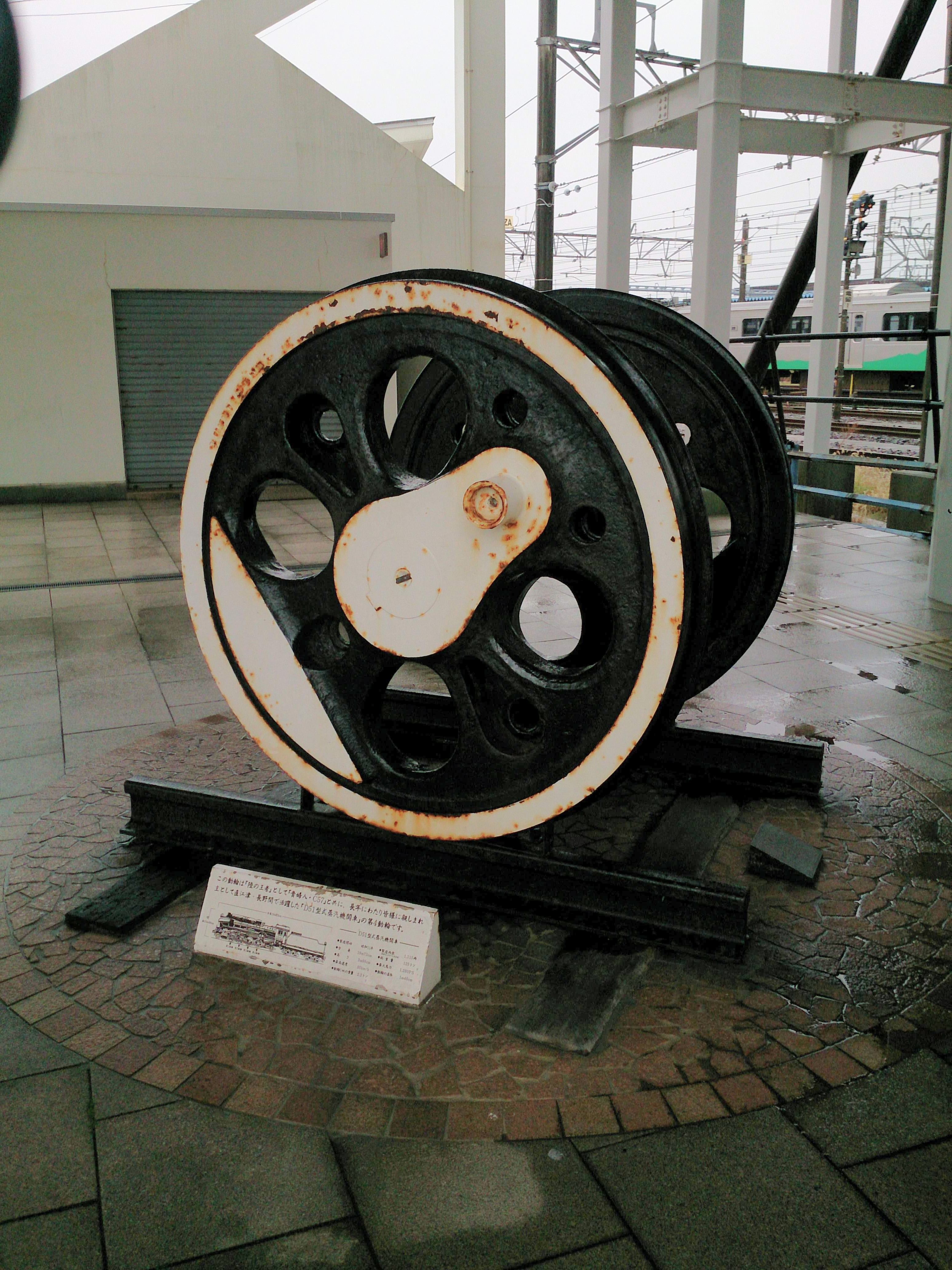
南口に設置されたD51の動輪
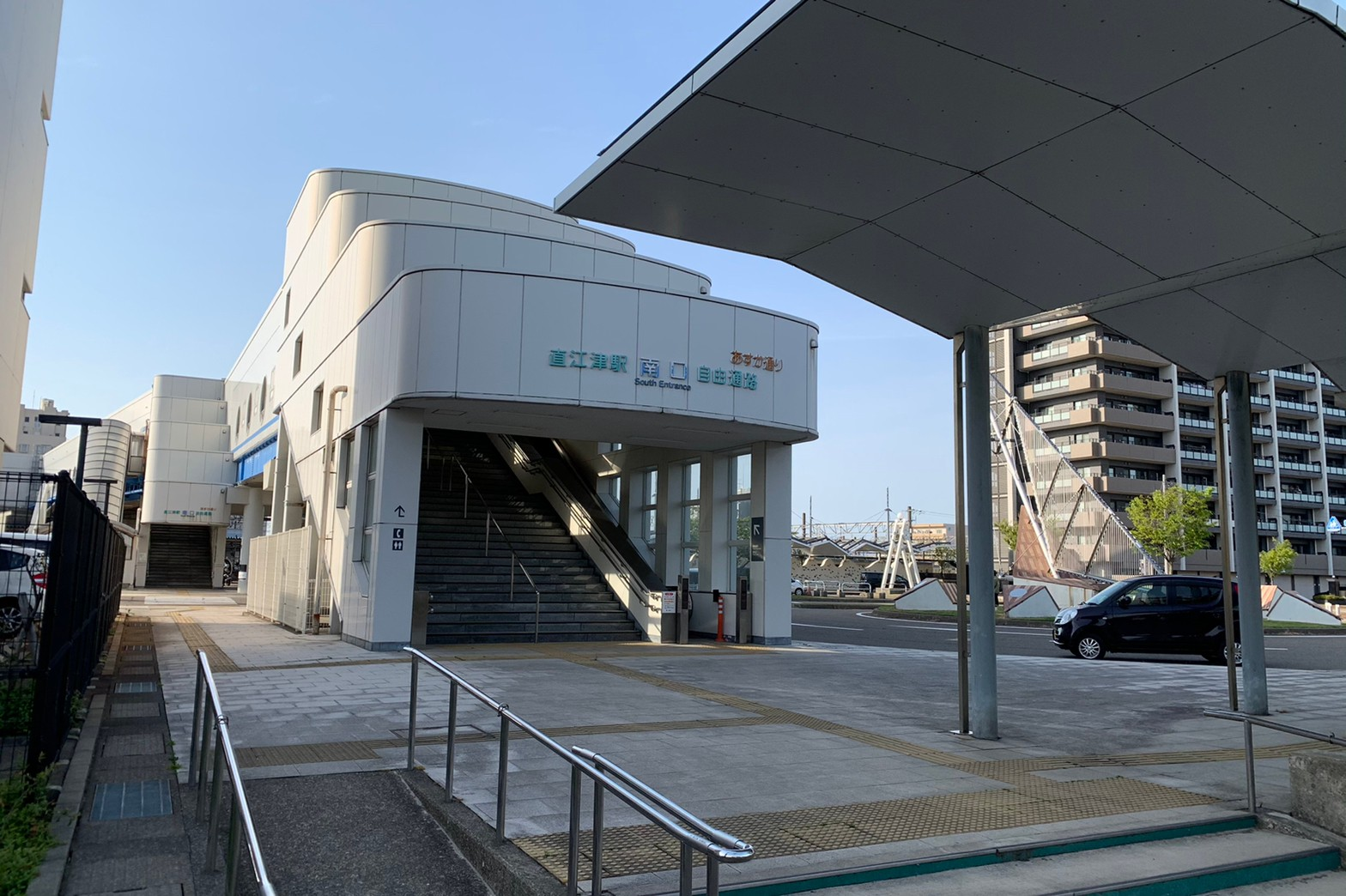
南口南側の階段（2021年5月）
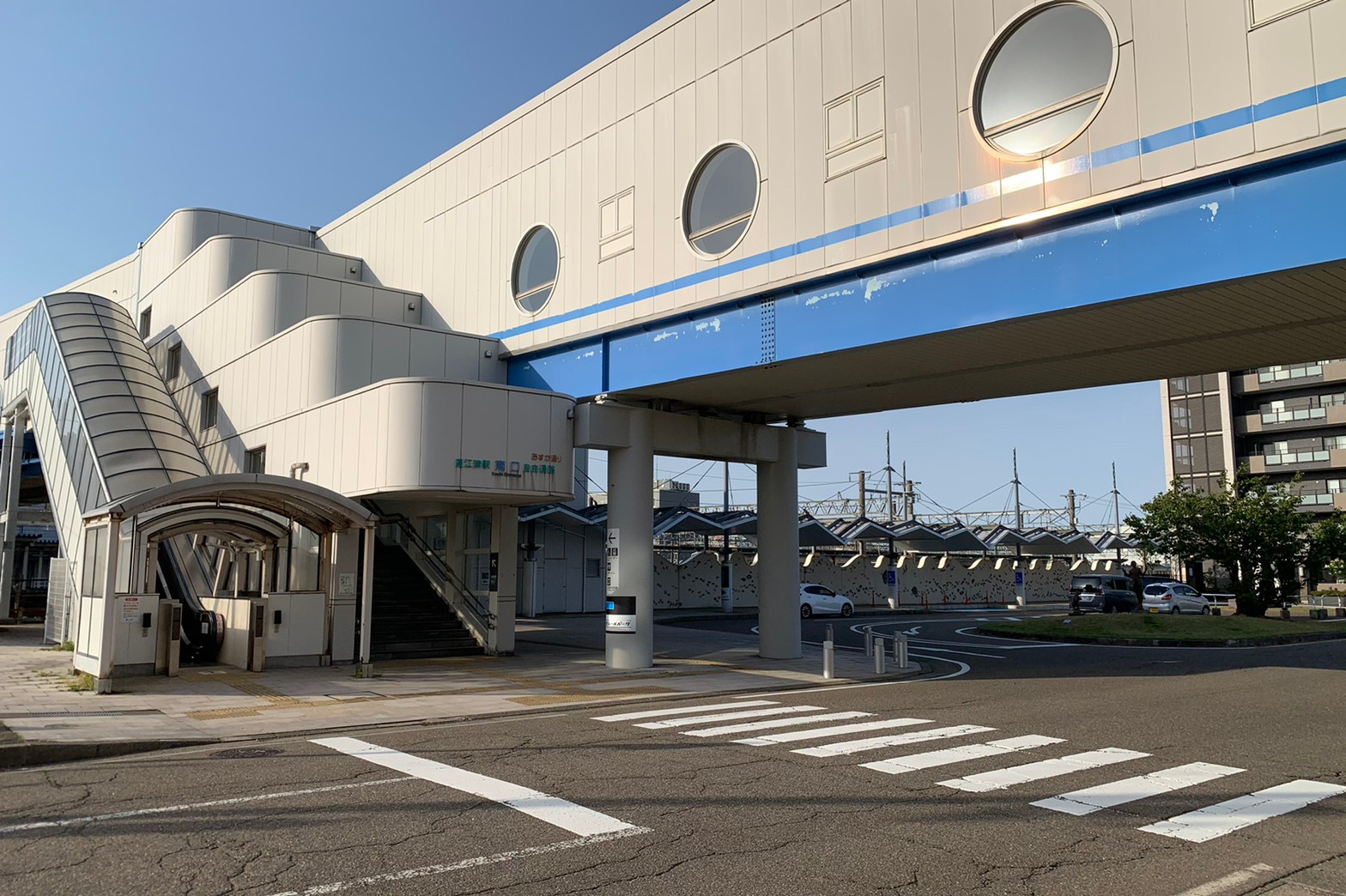
南口北側の階段（2021年5月）

### 駅弁
当駅の駅弁は、ホテルハイマートが調製・販売を行っている。直江津駅構内（コロナ禍のため、ホテル前ドライブスルー駅弁販売所にて）で販売している（予約の場合はホテルフロントでも販売）。
主な駅弁は下記の通り。他にも、季節限定品や要予約品が存在する。
- 鱈めし（JR東日本駅弁味の陣 2012年駅弁大将軍）
- さけめし（JR東日本駅弁味の陣 2019年駅弁大将軍）
- にしんめし（JR東日本駅弁味の陣 2021年駅弁副将軍）
- とりめし

かつてはハイマートに加え、隣接する「ホテルセンチュリーイカヤ」の2社が構内営業を行っていた。両社は旧屋号の「旅館山崎屋支店」「いかや旅館」時代からそれぞれアイディアを凝らした商品を企画販売して競い合っていたが、イカヤは業績悪化による事業見直しのため、2008年（平成20年）春をもって構内営業から撤退して駅弁の調製・販売を終了し、同年6月30日付けで日本鉄道構内営業中央会を退会した。

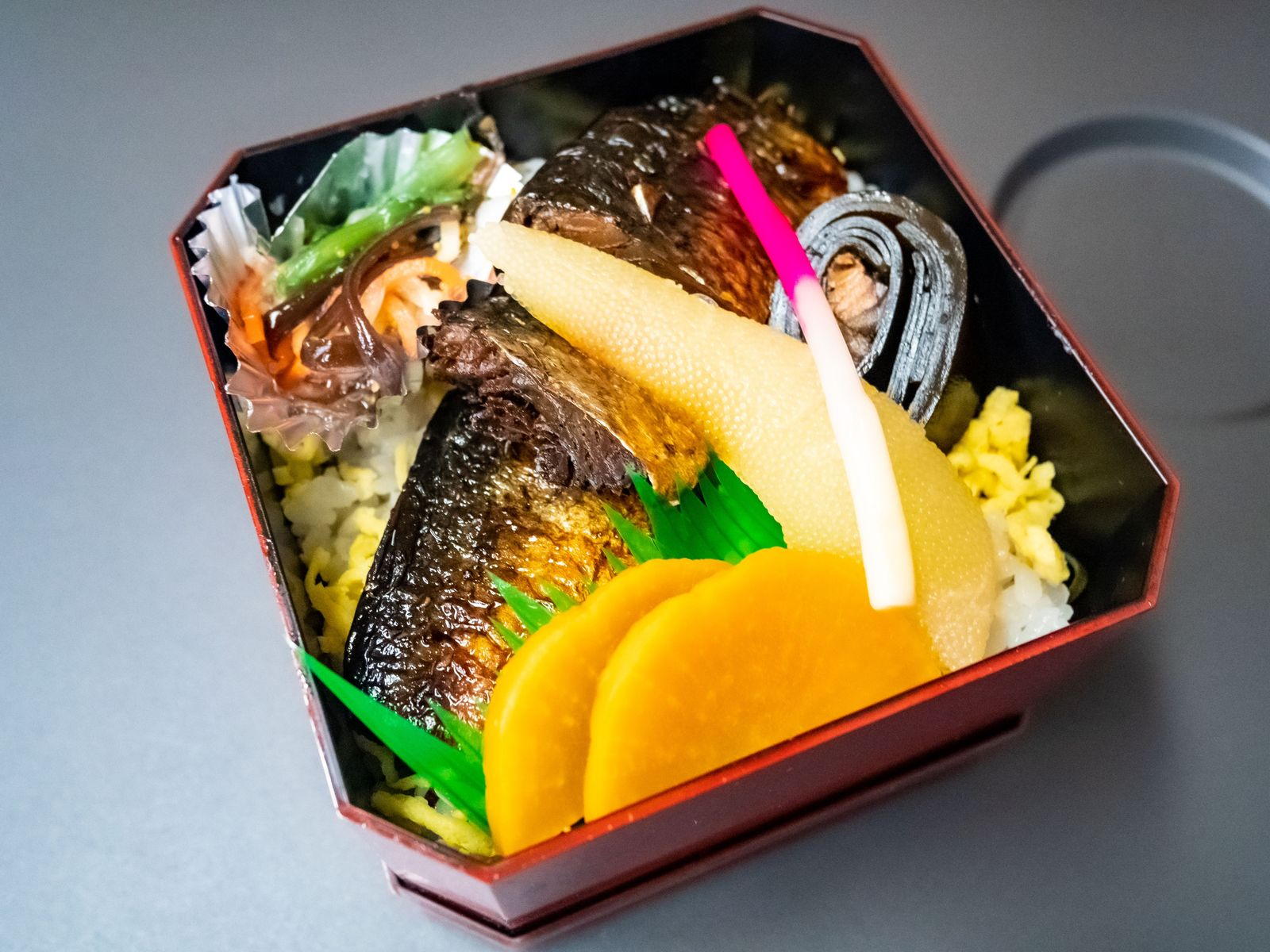
にしんめし
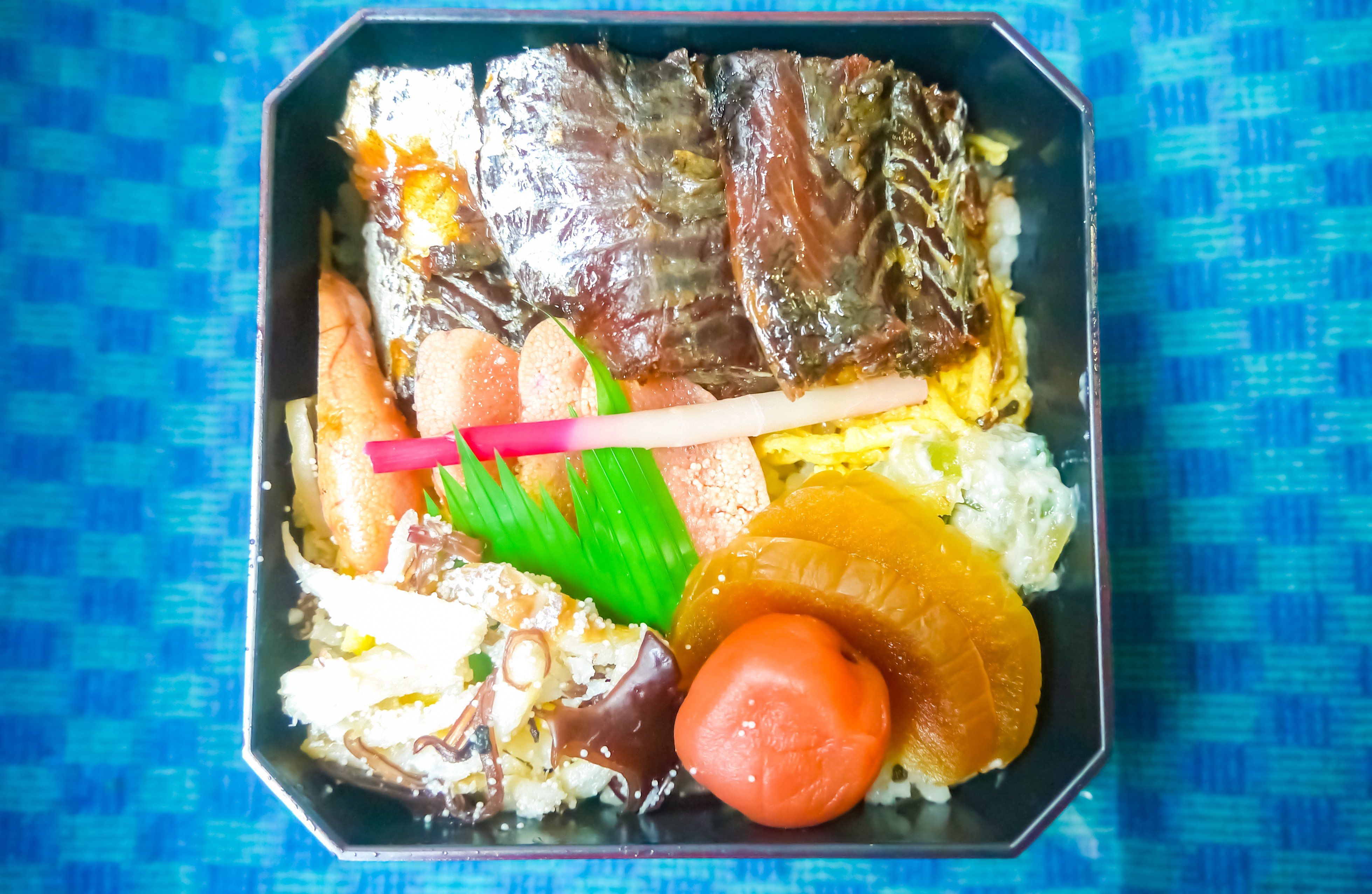
鱈めし
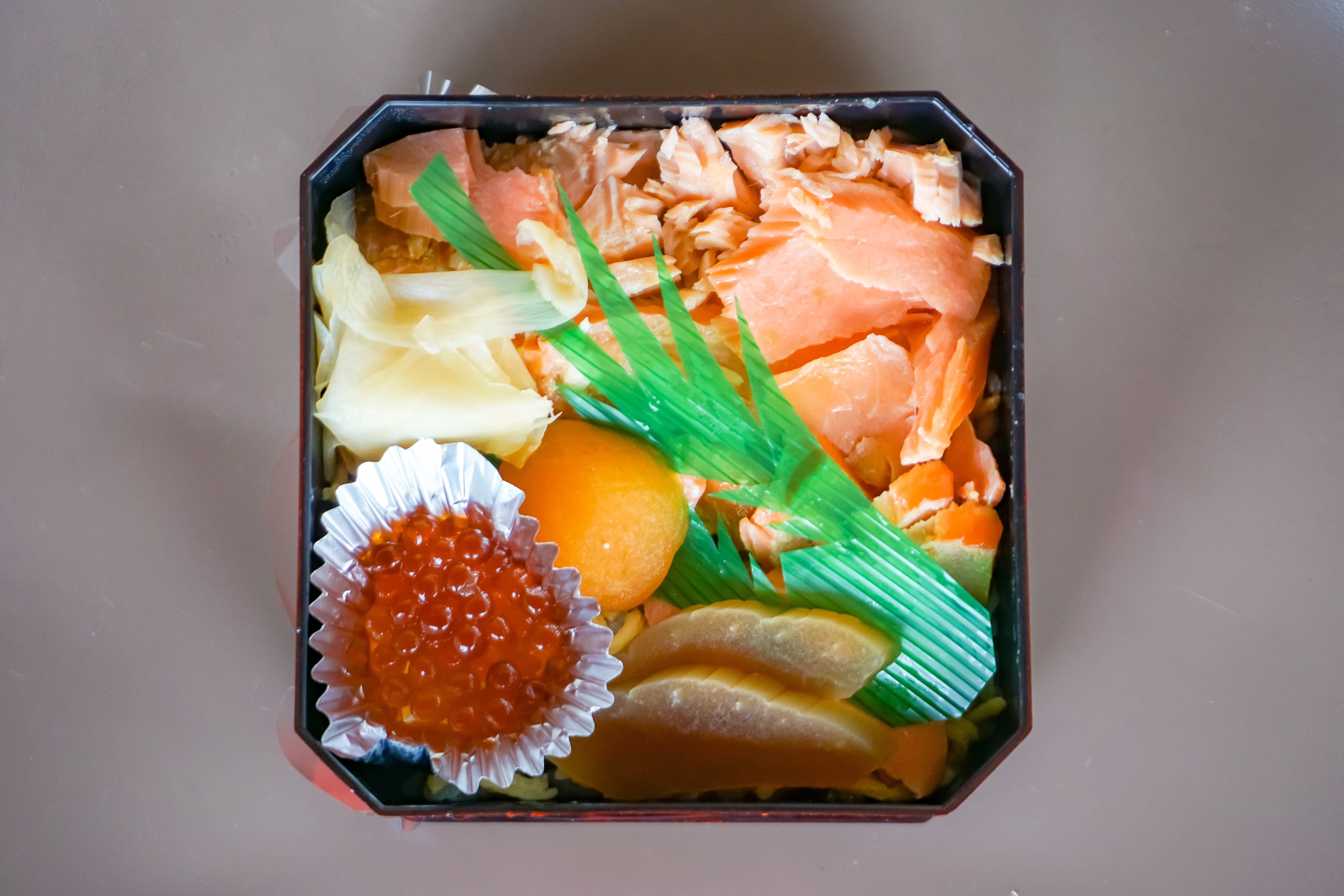
さけめし
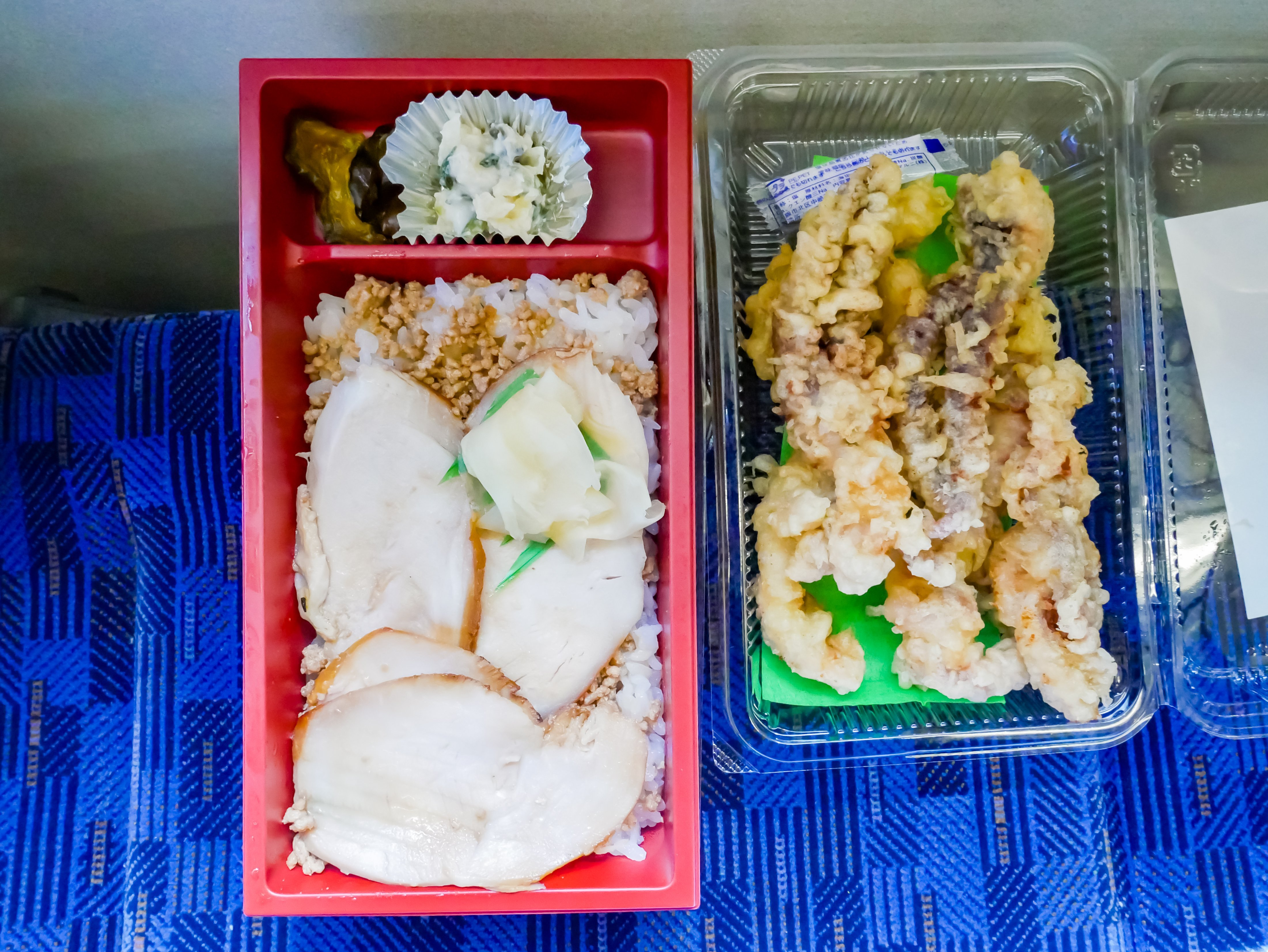
とりめし、する天

## 利用状況
- JR東日本- 2023年度（令和5年度）の1日平均乗車人員は1,619人である[JR 1]。
- えちごトキめき鉄道 - 2023年度（令和5年度）の1日平均乗車人員は1,321人である[トキ 1]。

2000年度（平成12年度）以降の推移は以下のとおりである。
| 1日平均乗車人員推移 | 1日平均乗車人員推移 | 1日平均乗車人員推移 | 1日平均乗車人員推移 | 1日平均乗車人員推移 | 1日平均乗車人員推移 | 1日平均乗車人員推移 |
| 年度                | トキてつ            | JR東日本            | JR東日本            | JR東日本            | 出典                | 出典                |
| 年度                | トキてつ            | 定期外              | 定期                | 合計                | トキてつ            | JR東日本            |
| ------------------- | ------------------- | ------------------- | ------------------- | ------------------- | ------------------- | ------------------- |
| 2000年（平成12年）  | 未開業              |                     |                     | 2,956               |                     | [ JR 2 ]            |
| 2001年（平成13年）  | 未開業              |                     |                     | 2,891               |                     | [ JR 3 ]            |
| 2002年（平成14年）  | 未開業              |                     |                     | 2,841               |                     | [ JR 4 ]            |
| 2003年（平成15年）  | 未開業              |                     |                     | 2,861               |                     | [ JR 5 ]            |
| 2004年（平成16年）  | 未開業              |                     |                     | 2,759               |                     | [ JR 6 ]            |
| 2005年（平成17年）  | 未開業              |                     |                     | 2,753               |                     | [ JR 7 ]            |
| 2006年（平成18年）  | 未開業              |                     |                     | 2,750               |                     | [ JR 8 ]            |
| 2007年（平成19年）  | 未開業              |                     |                     | 2,786               |                     | [ JR 9 ]            |
| 2008年（平成20年）  | 未開業              |                     |                     | 2,817               |                     | [ JR 10 ]           |
| 2009年（平成21年）  | 未開業              |                     |                     | 2,788               |                     | [ JR 11 ]           |
| 2010年（平成22年）  | 未開業              |                     |                     | 2,734               |                     | [ JR 12 ]           |
| 2011年（平成23年）  | 未開業              |                     |                     | 2,720               |                     | [ JR 13 ]           |
| 2012年（平成24年）  | 未開業              | 1,625               | 1,118               | 2,744               |                     | [ JR 14 ]           |
| 2013年（平成25年）  | 未開業              | 1,623               | 1,118               | 2,741               |                     | [ JR 15 ]           |
| 2014年（平成26年）  | 未開業              | 1,624               | 977                 | 2,602               |                     | [ JR 16 ]           |
| 2015年（平成27年）  | 1,778               | 1,134               | 1,203               | 2,337               | [ トキ 2 ]          | [ JR 17 ]           |
| 2016年（平成28年）  | 1,530               | 1,085               | 1,204               | 2,289               | [ トキ 3 ]          | [ JR 18 ]           |
| 2017年（平成29年）  | 1,514               | 1,021               | 1,181               | 2,203               | [ トキ 4 ]          | [ JR 19 ]           |
| 2018年（平成30年）  | 1,537               | 1,010               | 1,092               | 2,102               | [ トキ 5 ]          | [ JR 20 ]           |
| 2019年（令和元年）  | 1,518               | 987                 | 1,066               | 2,054               | [ トキ 6 ]          | [ JR 21 ]           |
| 2020年（令和02年）  | 1,128               | 446                 | 1,113               | 1,559               | [ トキ 7 ]          | [ JR 22 ]           |
| 2021年（令和03年）  | 1,153               | 528                 | 991                 | 1,519               | [ トキ 8 ]          | [ JR 23 ]           |
| 2022年（令和04年）  | 1,263               | 640                 | 942                 | 1,583               | [ トキ 9 ]          | [ JR 24 ]           |
| 2023年（令和05年）  | 1,321               | 715                 | 904                 | 1,619               | [ トキ 1 ]          | [ JR 1 ]            |

## 駅周辺

### 北口
北口側は古くからの市街地であり、駅前通りや安国寺通り沿いの住宅や商店には、周辺地域の市街地に古くから残る雁木造の風景がとどめられている。
駅前にはホテルや商店、市立図書館（直江津学びの交流館）などが軒を連ねているほか、マンションや新潟県運転免許センター上越支所から成る複合施設「うみらいず」が2020年（令和2年）3月に完成した。西側には市内路線バスのターミナルのひとつを備えるショッピングセンター「エルマール」、さらに海側には上越市立水族博物館「うみがたり」や新潟県立直江津中等教育学校が位置する。
関川河口付近の市街地では明治期から続く朝市「三・八の市」が開かれる。

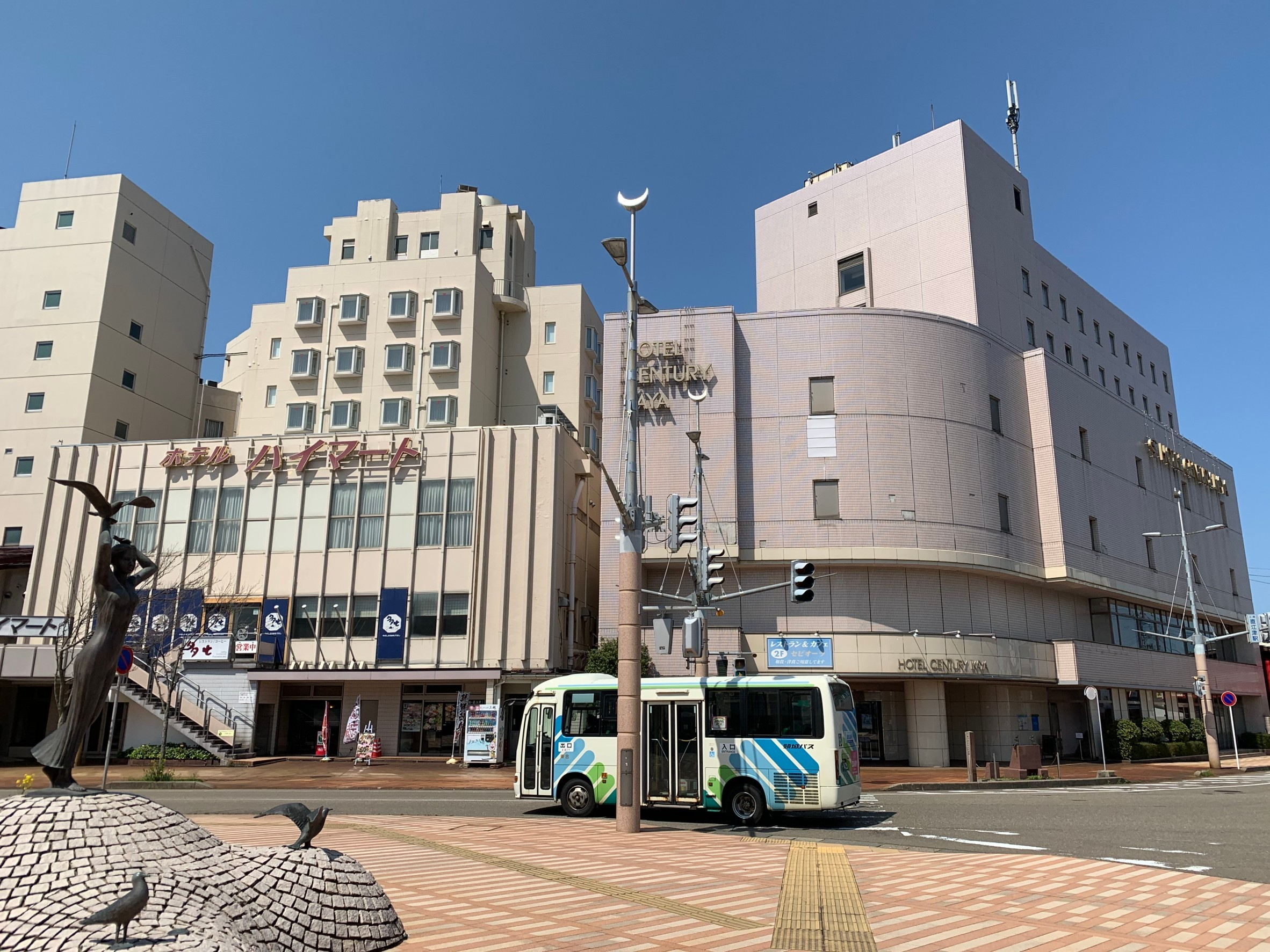
駅前のホテル（ハイマート、センチュリーイカヤ）
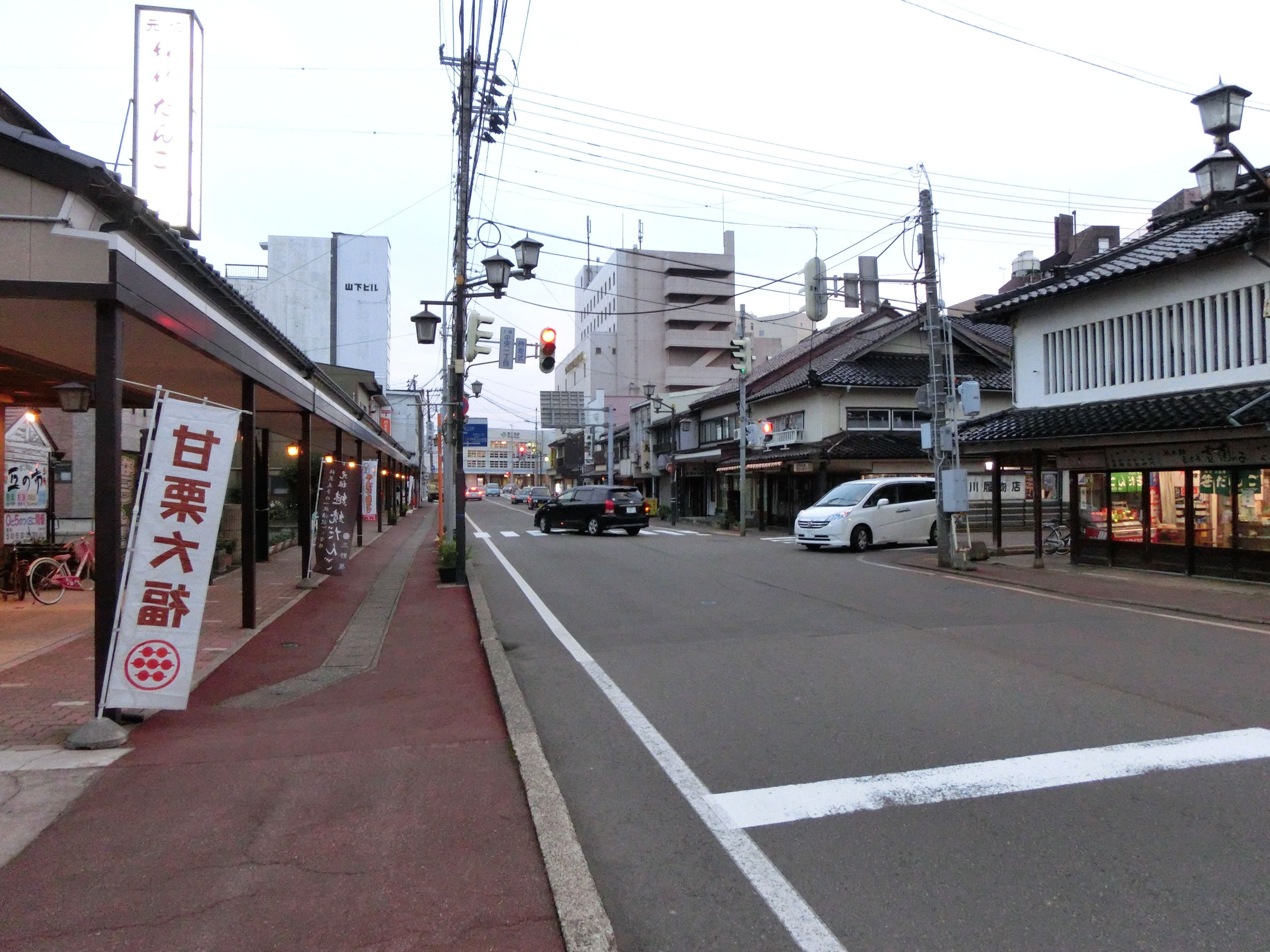
駅前通り

### 南口
南口側には新潟労災病院のほか、もうひとつのバスの拠点「マルケーバスセンター」（当駅から徒歩約10分）が所在するが、多くは住宅地となっている。

## バス路線
北口駅前広場の東側にはバスターミナルが設けられている。また、北口周辺と南口駅前広場横にはバス停留所が設けられており、いずれも頸城自動車の路線バスなどが発着している。

### 北口
北口バスターミナルには上越観光コンベンション協会と頸城自動車が共同で運営する、前掲の「直江津駅前観光案内所」が設置されている。駅舎横の交番前には高速バスのりばが設置されており、県内線・県外線各1路線の計2路線が発着する。
以下、2025年（令和7年）3月時点での情報を示す。
直江津駅前（ロータリー内）
- 1・2 上越大通り線（高田方面／直江津港・鵜の浜方面）
- 4　佐渡汽船連絡バス（直行）[23]
- 5　教育大学線
- 6　富岡線
- 7　春日山・佐内線
- 8　佐内・直江津循環線
- 10　直江津・浦川原線
- 12　上越病院線
- 20・21 南川線
- 30　桑取線
- 36　山麓線

直江津駅前（高速バスのりば）
- （県外高速）池袋駅東口・バスタ新宿 行
- （県内高速ときライナー）J 上越線

### 南口
南口の停留所は駅前広場横の市道上に設置されている。以下、2025年（令和7年）3月時点での情報を示す。
直江津駅南口
- 8　佐内・直江津循環線
- 31　名立線
- 32　能生線

このほか、南口の南側ロータリーには高速バスのうち、旧ツアーバス路線の停留所が設置されている。
直江津駅南口
- WILLER EXPRESS
  - 京都・大阪（梅田・なんば）

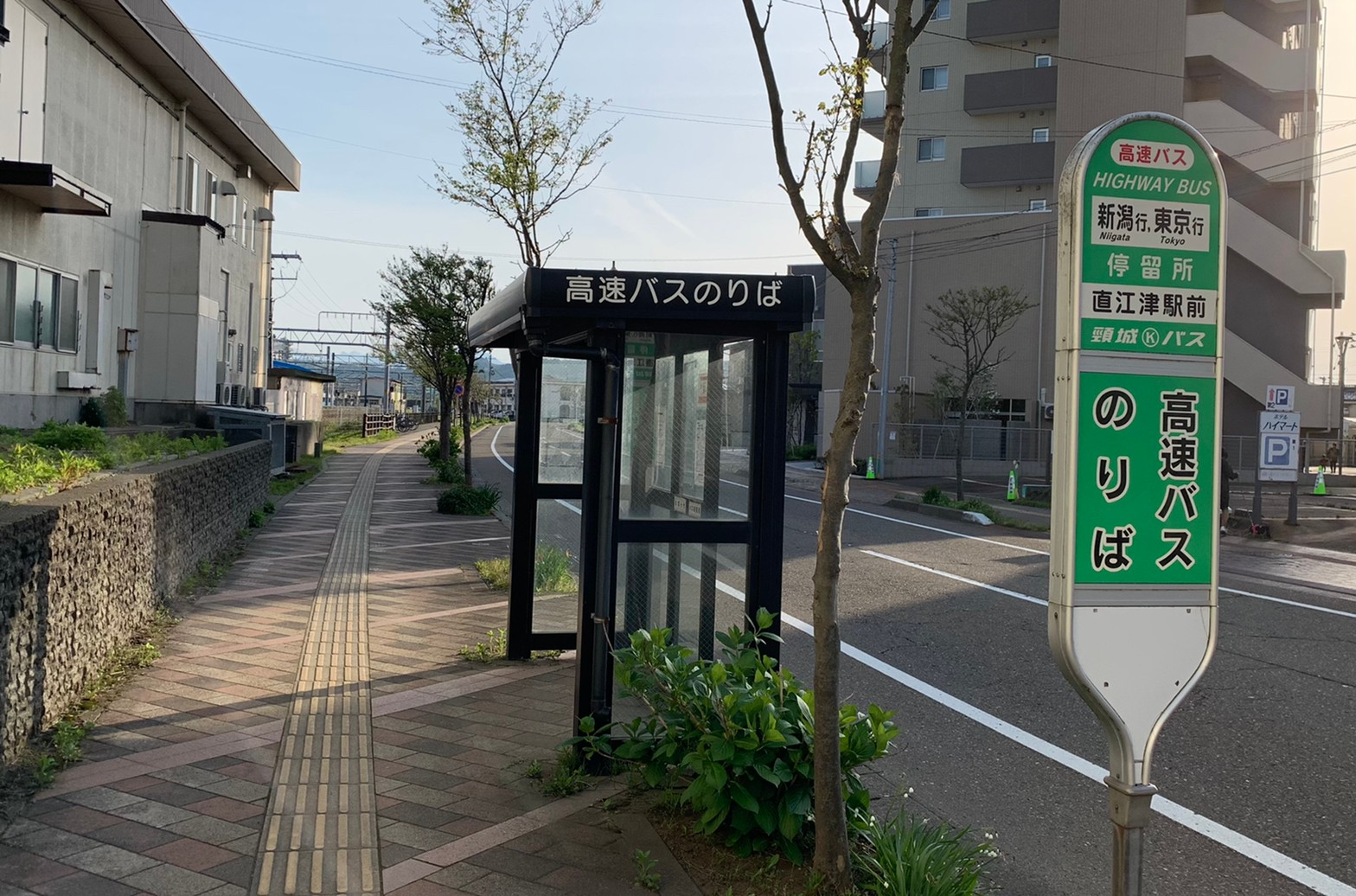
北口の高速バス「直江津駅前」バス停（2021年5月）
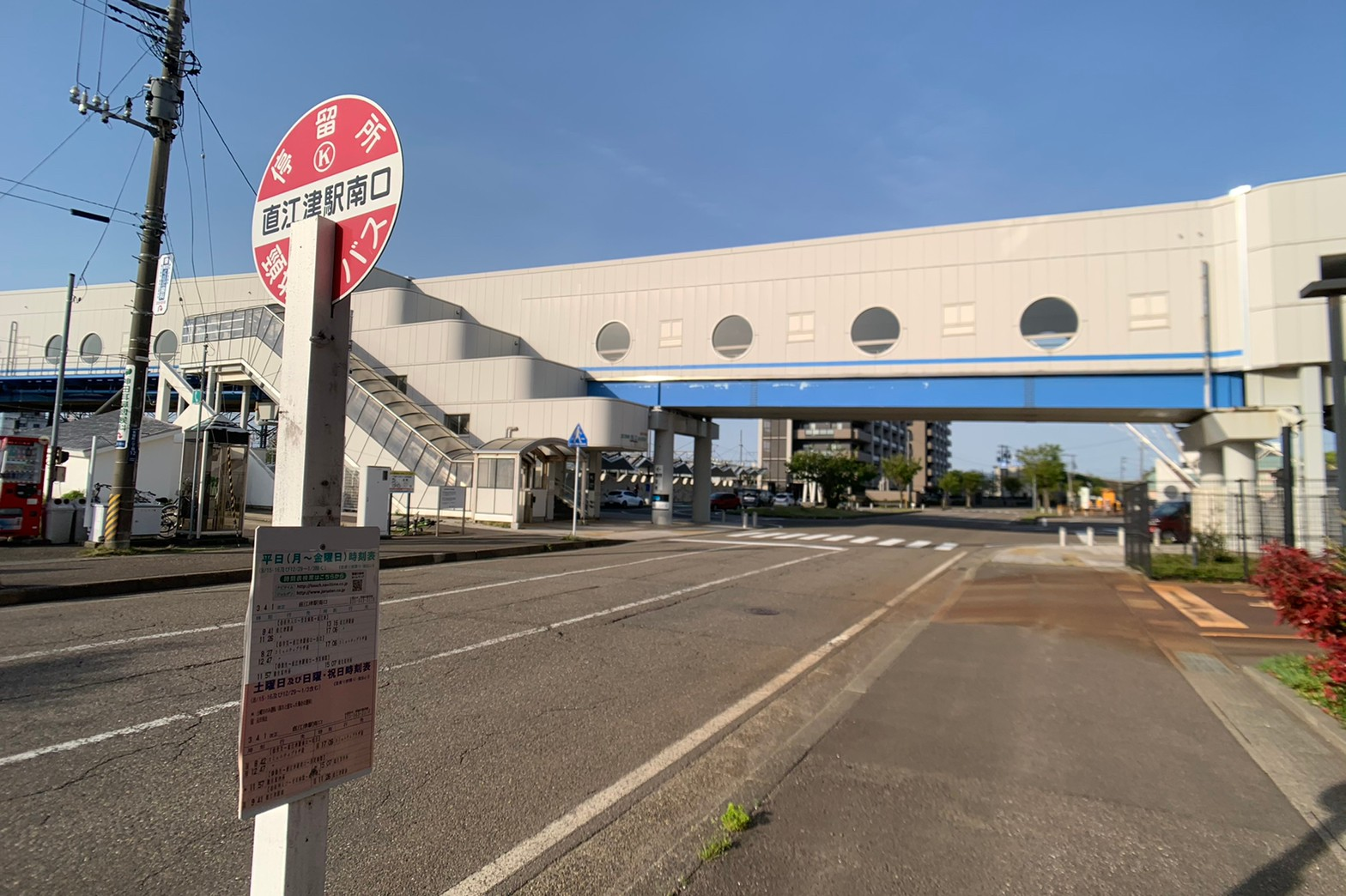
頸城自動車グループの「直江津駅南口」バス停。市道の向かい側にも乗り場がある（2021年5月）
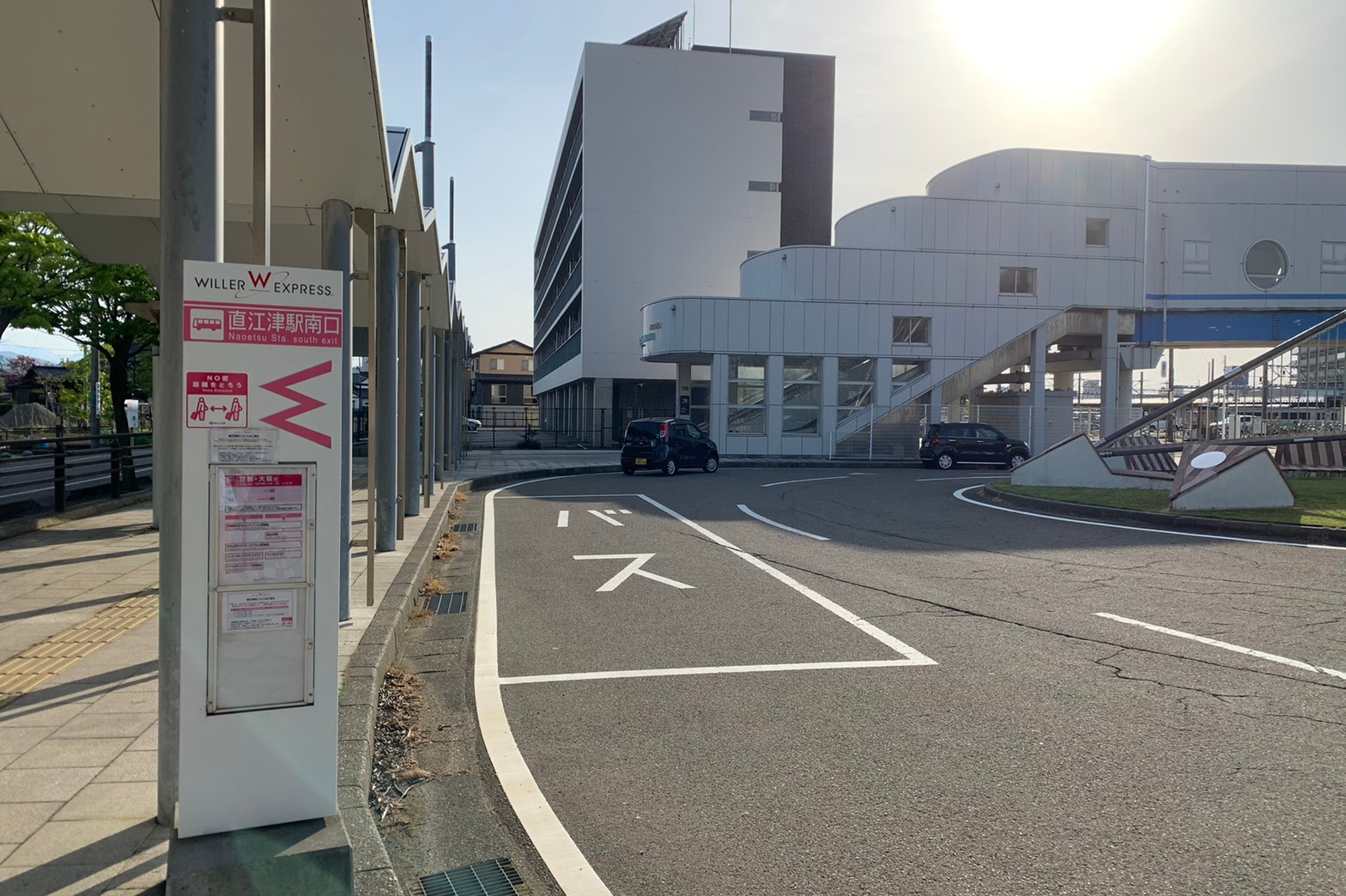
WILLER EXPRESS の「直江津駅南口」バス停（2021年5月）

## その他
- 1900年（明治33年）に大和田建樹が作詞した『鉄道唱歌』第4集北陸編では、33番で「港にぎわう直江津に 着きて見そむる海のかお 山のみなれし目には又 沖の白帆ぞ珍しき」と直江津を歌っており、東京から高崎線・信越本線とずっと平野や山中を走って来たことから、日本海側に到達して海を眺めた時の感嘆がいかに大きいかを述べている。
- JR時代の駅スタンプは『親鸞聖人上陸の地』。
- 国鉄民営化後しばらくの間、「指定周遊地 佐渡 のりかえ駅」の副駅名があった。
- えちごトキめき鉄道とJR東日本の社界は東へ約300メートルのところにある関川橋梁手前付近である。

## 隣の駅
※「しらゆき」・「越乃Shu*Kura」の停車駅については各列車記事参照。
えちごトキめき鉄道
■妙高はねうまライン
■快速（土休日のみ運転、臨時列車扱い）・■普通（おかえり上越含む）
春日山駅 - 直江津駅
■日本海ひすいライン
- 臨時急行発着駅

谷浜駅 - 直江津駅
東日本旅客鉄道（JR東日本）
■信越本線
■快速
直江津駅 - 犀潟駅
■普通
直江津駅 - 黒井駅
北越急行
■ほくほく線（当駅 - 犀潟駅間JR信越本線）
直江津駅  - 黒井駅（一部列車のみ）- 犀潟駅

### 記事本文